# Guerre de Gaza de 2008-2009
Pour les articles homonymes, voir Guerre de Gaza.
Conflit israélo-arabe
Batailles
- Émeutes de Jérusalem (1920)
- Émeutes de Jaffa (1921)
- Massacre d'Hébron (1929)
- Grande Révolte arabe (1936-1939)
- Guerre civile (1947-1948)

- Guerre israélo-arabe de 1948
- Guerre israélo-arabe (1948-1949)
- Guerre des Six Jours (1967)
- Opération Colère de Dieu (1972-1992)

- Crise du canal de Suez (1956-1957)
- Guerre d'usure (1967-1970)
- Guerre du Kippour (1973)
- Attaque contre un poste-frontière (2012)

- Première guerre du Liban (1975-1990)
- Opération Litani (1978)
- Intervention israélienne au Liban (1982)
- Opération Raisins de la Colère (1996)
- Deuxième guerre du Liban (2006)

- Première intifada (1987-1993)
- Seconde intifada (2000-2005)
- Opération Arc-en-ciel (2004)
- Opération Jours de pénitence (2004)
- Opération Pluies d'été (2006)
- Blocus de la bande de Gaza (2007)
- Guerre de Gaza (2008-2009)
- Abordage de la flottille pour Gaza (2010)
- Confrontation israélo-palestinienne (2011)
- Guerre de Gaza (2012)
- Guerre de Gaza (2014)
- Regain de violence (2015-2017)
- Marche du retour (2018-2019)
- Crise israélo-palestinienne (2021)
- Guerre à Gaza (2023)

- Massacre de Munich (1972)
- Massacre de Sabra et Chatila (1982)

La guerre de Gaza de 2008-2009, ou opération Plomb durci (en hébreu : מבצע עופרת יצוקה), est une opération militaire israélienne dans la bande de Gaza qui débute le 27 décembre 2008 à 11 h 30 UTC+2 (9 h 30 UTC).
La guerre est précédée par de violents affrontements à partir de février 2008. Entre le 27 février et le 3 mars, les bombardements et l'incursion de l'armée israélienne dans Gaza, désignés comme l'opération « Hiver chaud » coté israélien, causent la mort de plus de soixante-dix palestiniens et de deux soldats israéliens. Malgré le retrait des troupes, le 3 mars 2008, les bombardements se poursuivent jusqu'au mois de juin faisant des centaines de morts supplémentaires côté palestinien. Un cessez-le-feu de six mois est finalement décrété le 19 juin, grâce à la médiation de l’Égypte, mais celui-ci est rompu par l'armée israélienne le 4 novembre 2008 avec une incursion destinée à détruire un tunnel qui cause la mort de six combattants palestiniens. Le 14 décembre 2008, le Hamas annonce que la trêve proclamée six mois plus tôt ne sera pas renouvelée et revendique, à partir du 19 décembre 2008, des tirs vers Israël.
L'objectif de l'opération israélienne « Plomb durci » est de mettre fin aux tirs de roquettes Qassam du Hamas lancés depuis la bande de Gaza sur le territoire israélien et à son réapprovisionnement en armement, en s'en prenant aux combattants du Hamas et en détruisant des infrastructures qu'il utilise, en particulier les centaines de tunnels creusés sous la frontière entre la bande de Gaza et le Sinaï visant à contourner le blocus terrestre, maritime et aérien israélien.
Caractérisée d'abord par des raids aériens, elle est suivie par une offensive terrestre lancée le 3 janvier 2009 vers 19 h 30 HNEC,. Il s'agit de l'attaque israélienne la plus meurtrière jusqu'alors jamais menée contre la bande de Gaza. Les trois semaines de bombardements et d'offensive terrestre ont fait près de 1 400 morts côté palestinien, principalement des civils parmi lesquels 300 enfants, et 13 morts côté israélien. L'opération a par ailleurs fait plus de 5 000 blessés dans la bande de Gaza.
Le 18 janvier au matin, un cessez-le-feu est annoncé par le gouvernement israélien, qui dit avoir atteint ses objectifs. Quelques heures plus tard, le Hamas annonce à son tour un cessez-le-feu d'une semaine afin de laisser le temps aux forces israéliennes de se retirer de la bande de Gaza et d'ouvrir ses points de passage pour l'aide humanitaire et les produits de première nécessité ; d'après des responsables israéliens, toutes les troupes israéliennes ont quitté le territoire palestinien le 21 janvier. Le Hamas déclare lui aussi avoir gagné la guerre, avançant notamment que « notre peuple ne s'est pas rendu ». En pratique, le cessez-le-feu n'a pas totalement mis fin aux tirs de roquettes et aux frappes israéliennes.
Cette opération militaire a suscité des réprobations, citant le caractère jugé disproportionné des bombardements israéliens, du nombre de victimes civiles parmi les Palestiniens, et des controverses sur l'utilisation par l'armée israélienne d'armes dont l'usage est restreint ou limité par le droit international humanitaire. Un rapport de l’ONU estime l'armée israélienne coupable de crimes de guerre voire de crimes contre l'humanité au cours de cette offensive, estimant qu'elle avait une stratégie « conçue pour punir, humilier et terroriser la population civile ».

## Vue générale
Les tirs de roquettes Quassam et de mortiers palestiniens débutèrent en octobre 2001 et, entre cette date et fin 2008, occasionnèrent la mort de 24 personnes (16 Israéliens, et 8 non-Israéliens dont deux Bédouins et deux Palestiniens) âgées de 2 à 70 ans. Pour l'année 2008 pendant laquelle l'offensive israélienne débute, le nombre de victimes israéliennes est de quatre morts. Entre 2005 et 2007, Israël a tiré plus de 14 600 obus sur la bande de Gaza, tuant 59 Palestiniens et en blessant 270. Selon le Bureau de la coordination des affaires humanitaires, entre 2005 et 2008, 116 Israéliens (en incluant les civils et les soldats de l'armée israélienne ainsi que les différentes polices et les membres de services armés) furent tués à la fois en Israël et dans les territoires Palestiniens dans le cadre de « conflits directs » et 1 509 furent blessés.
Durant la même période, 1 735 Palestiniens furent tués, incluant des civils et des membres de divers groupes armés, et 8 308 furent blessés. Un cessez-le-feu entre Israël et le Hamas, effectif depuis le 19 juin 2008, permet pendant quelques mois de réduire pratiquement à zéro la violence. La trêve est rompue par une opération de l'armée israélienne le 4 novembre 2008 au cours de laquelle six combattants palestiniens sont tués.
La bande de Gaza est placée sous un blocus israélien à partir de 2007. Le blocus a parfois été condamné comme un crime contre l’humanité en raison de ses conséquences humanitaires pour l'ensemble de la population de Gaza.
Le Hamas reproche à Israël des « assassinats, agressions et arrestations ». Depuis le début de la deuxième intifada le 29 septembre 2000 jusqu'au 30 novembre 2008, l'ONG israélienne de défense des droits de l'homme B'Tselem a dénombré, pour la bande de Gaza, 2 994 Palestiniens tués par l'armée israélienne, 459 Palestiniens tués par d'autres Palestiniens, et 136 Israéliens tués par les groupes palestiniens. D'autre part et selon les chiffres du gouvernement israélien, quelque 7 900 Palestiniens étaient détenus dans les prisons israéliennes pour « terrorisme » au 31 décembre 2008, dont 333 mineurs (30 de moins de 16 ans).
Au soir du 18 janvier, selon le bilan provisoire rapporté par le chef des services d'urgence à Gaza Mouawiya Hassanein et selon les chiffres communiqués par le ministère de la Santé de Gaza, 1 315 Palestiniens ont été tués dans l'offensive israélienne, dont 410 enfants et plus de 100 femmes, tandis que 5 285 autres ont été blessés ; selon le Centre palestinien pour les droits de l'homme, les civils composent 65 % des tués. En Israël, 3 civils et 10 soldats israéliens ont perdu la vie, et 113 soldats ont été blessés ainsi que plus de 84 civils, selon B'Tselem. Pour sa part, les forces armées israéliennes comptent entre 1 100 et 1 200 morts dont 700 combattants palestiniens.
Pour l'armée israélienne, cette opération porte le nom d’« opération Plomb durci » (ou « opération Plomb fondu », en hébreu מבצע עופרת יצוקה (Oferet Yetsukah) ; en anglais Cast Lead ; terme issu d'une chanson pour Hanoucca), alors que la presse occidentale parle en général de la « guerre de Gaza ». Dans le monde arabe et musulman, il est souvent question du « massacre de Gaza », et de nombreux Palestiniens appellent le jour du début de l'offensive le « massacre du samedi noir »,. Le terme spécifique de « guerre » est aussi contesté au motif que la capacité militaire des Palestiniens vis-à-vis des forces israéliennes serait quasi nulle,.

## Contexte

### Chronologie
- 27 janvier 2005 et 5 mai 2005 : premier et second tours des élections locales à Gaza : le Hamas remporte la majorité des sièges.

- août 2005 : retrait des forces militaires et des colonies israéliennes de Gaza.

- 25 janvier 2006 : élections législatives palestiniennes : le Hamas remporte la majorité des suffrages (42,9 % sur l'ensemble du corps électoral). Dans la bande de Gaza, il est largement en tête (48,27 %), notamment à Gaza-Ville (56,7 %)[37].

- 12-14 juin 2007 : le Hamas prend Gaza, alors contrôlé par l'Autorité palestinienne. S'ensuit un blocus israélien et l'utilisation de roquettes notamment dirigés contre la ville frontalière de Sdérot.

- 19 juin 2008 : cessez-le-feu entre le Hamas et Israël (médiation égyptienne de Hosni Moubarak) en échange d'une fin du blocus israélien, de l'ouverture du point de passage de Rafah entre la bande de Gaza et l'Égypte et de la fin des tirs de roquette sur les villes israéliennes du Néguev occidental. Dans les deux premiers jours, la trêve, dont les conditions sont tenues secrètes par les deux parties semble tenir — l'Égypte maintient cependant fermé le point de passage de Rafah à partir du mois de septembre. Dans un rapport[38] du Intelligence and Terrorism Information Center israélien publié sur le site du ministère israélien des Affaires étrangères, à la suite de cet accord, « il y eut une réduction marquée dans l'étendue des attaques sur la population de l'Ouest du Negev. La trêve fut régulièrement violée par des tirs de mortier et de roquettes, lancés par des organisations terroristes non contrôlées, dans certains cas sans l'accord du Hamas (en particulier par des partisans du Fatah et de Al-Qaïda). Le Hamas prenait soin de respecter la trêve ». Après chaque tir sporadique, les points de passage côté israélien sont fermés pendant 1 à 2 jours[réf. nécessaire]. Le ministère israélien des Affaires étrangères aura recensé 37 de ces tirs sporadiques, de fin juin à octobre 2008[39].

- 4-5 novembre : Israël rompt la trêve et lance une opération au sein de l'enclave pour détruire un tunnel du Hamas, tuant 6 combattants palestiniens[6]. Le Hamas répond à cette attaque en tirant 126 roquettes vers Israël au cours du mois de novembre.

- 17 novembre : des aéronefs de l'Armée de l'air israélienne attaquent deux cibles à l'intérieur de la bande de Gaza pour la première fois depuis l'entrée en vigueur de la trêve : une cache d'armes dans le camp de réfugiés de Jabaliya au nord de la bande de Gaza et un atelier de fabrication d'armes dans la ville de Khan Yunis. Un membre du FPLP est tué[40].

- 3 décembre : Deux adolescents perdent la vie dans un bombardement israélien.

- 20 décembre : le Hamas juge inutile le renouvellement de la trêve de 6 mois avec Israël si les conditions (dont la levée du blocus) ne sont pas remplies par l'État hébreu[41].

- 23 et 24 décembre : Trois militants palestiniens sont tués par des soldats israéliens[42]. En riposte, le Néguev est touché par plus d'une soixantaine de roquettes et d'obus tirés depuis Gaza ; 3 membres du Hamas tués à Gaza.

- 26 décembre : une roquette touche une maison palestinienne et tue deux jeunes filles[43].

#### Bilan humain du conflit depuis le retrait de la bande de Gaza en 2005
Depuis le retrait des forces armées et des colonies israéliennes de la bande de Gaza en mai 2005, B'Tselem compte, de juin 2005 à novembre 2008, 1 609 Palestiniens tués par l'armée israélienne, et 99 Israéliens tués par les groupes palestiniens ; B'Tselem compte aussi un total de plus de 8 200 détenus palestiniens dans les prisons israéliennes, dont plus d'une centaines de mineurs, et 1 soldat israélien, Guilad Shalit, détenu par le Hamas depuis le 25 juin 2006 et libéré le 18 octobre 2011 en échange de plus d'un millier de prisonniers palestiniens.

#### Investiture de Barack Obama
L'offensive israélienne se place dans les derniers jours de la transition entre la présidence de George W. Bush et celle de Barack Obama, réputé moins favorable à Israël que son prédécesseur. L'investiture de Barack Obama a lieu le mardi 20 janvier 2009, soit deux jours après la proclamation des cessez-le-feu.

#### Élections israéliennes et palestiniennes
Selon Pierre Razoux, responsable de recherches au Collège de défense de l'OTAN, « c'est un conflit voulu à la fois par le Hamas et une partie de la classe politique israélienne ».
- En ce qui concerne les élections législatives israéliennes du 10 février 2009, le Likoud (opposition) de Benyamin Netanyahou domine largement le Parti travailliste du ministre de la Défense Ehud Barak dans les sondages, notamment celui[47] du 25 décembre 2008, deux jours avant l'offensive, où on obtient : Likoud 30 % - 32 % ; Kadima 23 % - 26 % ; Parti travailliste 11 % - 14 %.
- En ce qui concerne le Hamas, « tôt ou tard, il y aura des élections libres chez les Palestiniens », le mandat de Mahmoud Abbas expirant le 9 janvier 2009. Il s'agirait donc pour le Hamas « de légitimer son pouvoir à Gaza et, à terme, dans l'ensemble des territoires palestiniens. Comme le Hezbollah au Sud-Liban, il veut apparaître comme le meilleur défenseur des Palestiniens, meilleur que le Fatah, l'Autorité palestinienne et Mahmoud Abbas[48]. »

#### Rapport Goldstone
Amnesty International et Human Rights Watch avait déjà dénoncé des présumés crimes de guerre commis par les deux parties durant le conflit.
Le 15 septembre 2009, le Conseil des droits de l'homme des Nations unies publie le rapport d'une mission d'enquête dirigée par le Sud-Africain Richard J. Goldstone dans lequel l'armée israélienne et les militants palestiniens sont accusés d'avoir commis des « actes assimilables à des crimes de guerre et peut-être, dans certaines circonstances, à des crimes contre l'humanité, ». Il évoque de graves manquements commis par Tsahal (comprenant des consignes discriminatoires de tir, des saccages, l'utilisation d'armes interdites, des graffitis racistes) et condamne l'usage de la violence contre des civils israéliens par les groupes armées palestiniens (les roquettes non guidées pouvant faire des victimes civiles).
Le rapport note que l'armée israélienne a de nouveau mis en pratique la doctrine Dahiya expérimentée lors de la guerre israélo-libanaise de 2006, qui consiste à bombarder de façon indiscriminée les combattants ennemis et la population civile dans les villes ou villages d'où son tirés des roquettes.
Le 16 octobre 2009, le Conseil des droits de l'homme de l'ONU adopte une résolution condamnant l'absence de collaboration d'Israël à l'enquête de la commission conduite par le juge Goldstone. L'adoption a été fait avec 25 voix pour, 6 contre (dont les États-Unis) et 11 abstentions.
Le rapport a été très mal reçu en Israël. D'après The Guardian, « Richard Goldstone est devenu l’ennemi public numéro un en Israël. Aux yeux du gouvernement Netanyahu et de ses partisans, le juge sud-africain incarne les efforts en vue de “délégitimer” l’État juif et le priver de sa capacité à se défendre. Les médias populaires le présentent comme le Juif anti-sémite par excellence. Les organisations de défense des droits de l’homme qui ont fourni des informations à la commission ont été, elles, qualifiées de collaborateurs et de traîtres. »
Le 1er avril 2011, le juge Goldstone, dans une tribune publiée dans le Washington Post, déclare qu’il est temps de « reconsidérer » les conclusions du rapport portant son nom. Il considère qu'à la lumière des éléments d’enquêtes publiés par Israël « on ne peut plus dire qu’Israël est responsable de crime de guerre. » Il a par ailleurs déploré que le Hamas n'ait, quant à lui, mené aucune enquête et qu'avoir escompté qu'il le fasse était une « erreur ». Il a ajouté qu'il n'a pas été suffisamment fait état du fait que le rapport Goldstone a qualifié les attaques du Hamas contre les populations civiles israéliennes comme étant illégales et des actes de terrorisme. Il a aussi souligné qu'il était indéniable que le Conseil des droits de l'homme des Nations unies avait « une histoire de parti-pris contre Israël » et qu'il doit condamner « l'inexcusable massacre commis de sang-froid » récemment contre une famille israélienne, dont deux enfants et un bébé alors qu'ils étaient dans leurs lits. Le Premier ministre israélien Benyamin Nétanyahou a réagi en déclarant qu'il était maintenant démontré que comme les autorités israéliennes l'avaient toujours affirmé « qu'Israël n'a pas nui intentionnellement aux civils ». Il a demandé à l'ONU d'annuler et classer ce rapport.
Le 14 avril 2011 les trois autres coauteurs du rapport (Hina Jilani, Christine Chinkin et Desmond Travers) publient un communiqué commun critiquant le retrait de Richard Goldstone de ce rapport, affirmant que le rapport est juste et qu'Israël n'a pas su démontrer que les crises n'étaient pas délibérées. Dans un entretien accordé au Middle East Monitor, Hina Jilani insiste sur le fait que rien dans la tribune à travers laquelle Richard Goldstone se rétracte ne pourrait ébranler l'objectivité du rapport initial.

## Opérations militaires
La guerre entre Tsahal et les groupes armés palestiniens est un cas classique de guerre asymétrique. Israël possède une armée régulière, tandis que le Hamas n'en a pas. À la place, le Hamas utilise des tactiques asymétriques, essentiellement des tirs frontaliers de snipers et des attaques de roquettes.
Dans ce cadre de guerre asymétrique, Tsahal a eu recours a plusieurs méthodes, selon la revue d'analyse géopolitique Outre-Terre : 
- Usage massif et intelligent de sa supériorité technologique (surveillance totale de la bande de Gaza avant et pendant la guerre, emploi généralisé d’armes de précision...)

- Guerre psychologique pour briser le moral de la population palestinienne et des combattants (exposition des civils à des bombardements incessants, refus de laisser fuir les civils de la zone...)
- Isoler le Hamas des États arabes.

Israël rejette la responsabilité des pertes civiles sur les forces palestiniennes, les accusant d'utiliser des boucliers humains et des ambulances des Nations unies pour le transport des combattants. Par ailleurs, Israël met en œuvre des mesures de restriction du mouvement des Palestiniens (en particulier par l'utilisation de barrières physiques), en restreignant l'approvisionnement de la bande de Gaza.

### Offensive militaire israélienne

#### Bombardements aériens
27 décembre 2008 : Tsahal lance son opération Plomb durci à 11 h 30 (9 h 30 UTC), lorsque plus de cinquante chasseurs F-16 Falcon et hélicoptères d’attaque AH-64 Apache de l’Armée de l'air israélienne (Heyl Ha Avir) pénètrent l’espace aérien de la bande de Gaza, tuant 225-292 Palestiniens et en blessant plus de 1 000. Durant cette première vague, la Heyl Ha Avir largue plus de cent bombes guidées par GPS GBU-39 qui, selon elle, touchent les 50 cibles prévues, soit le QG du Hamas à Tell Zaatar, des camps d’entraînement à Tell Zaatar, au sud de la bande de Gaza et à Gaza-centre, le centre de commandement et d’armurerie à Gaza-centre, l’école de police du Hamas, le bureau de l’ex-Premier ministre de l'Autorité palestinienne Ismaël Haniyeh, le QG des Brigades Izz al-Din al-Qassam au nord de la bande et des sites de lancement enterrés de roquettes Qassam. Le général Dan Harel (en), chef d'État-Major adjoint de Tsahal confirme le jour-même le choix des cibles : « Cette opération est différente des précédentes. Nous avons mis la barre très haut et nous allons dans cette direction. Nous ne frappons pas uniquement les terroristes et les lance-roquettes, mais aussi l'ensemble du gouvernement du Hamas. Nous visons des édifices officiels, les forces de sécurité, et nous faisons porter la responsabilité de tout ce qui se passe sur le Hamas et ne faisons aucune distinction entre ses différentes ramifications. Nous ne sommes qu'au début de la bataille. Le plus dur est encore devant nous et à cela, il faut se préparer. Nous voulons changer les règles du jeu ».

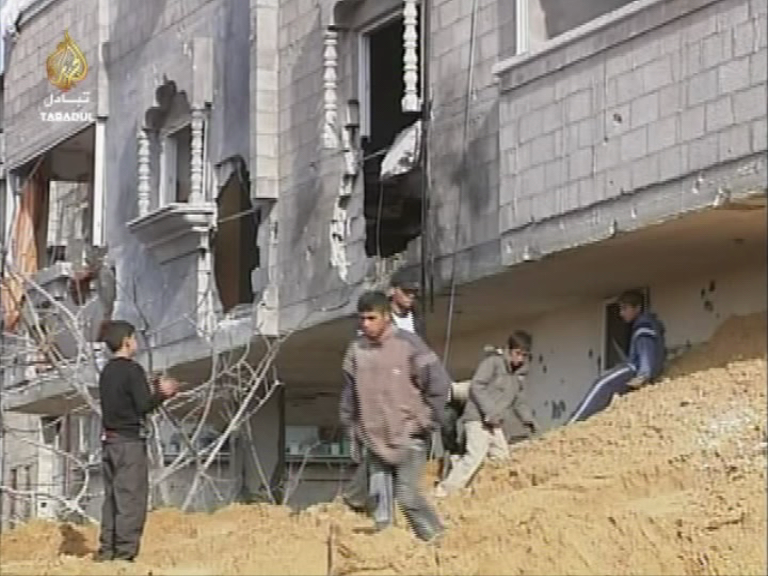
Palestiniens à Gaza-centre sur les décombres d'un immeuble détruit (13 janvier 2009).

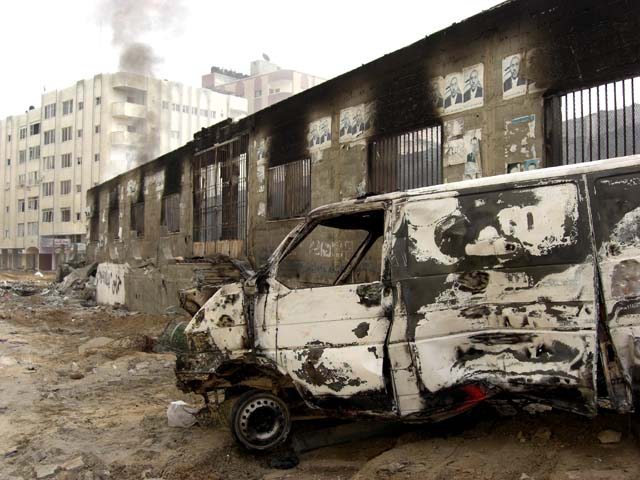
Hôpital Al-Quds de la ville de Gaza, après un bombardement israélien (12 janvier 2009).

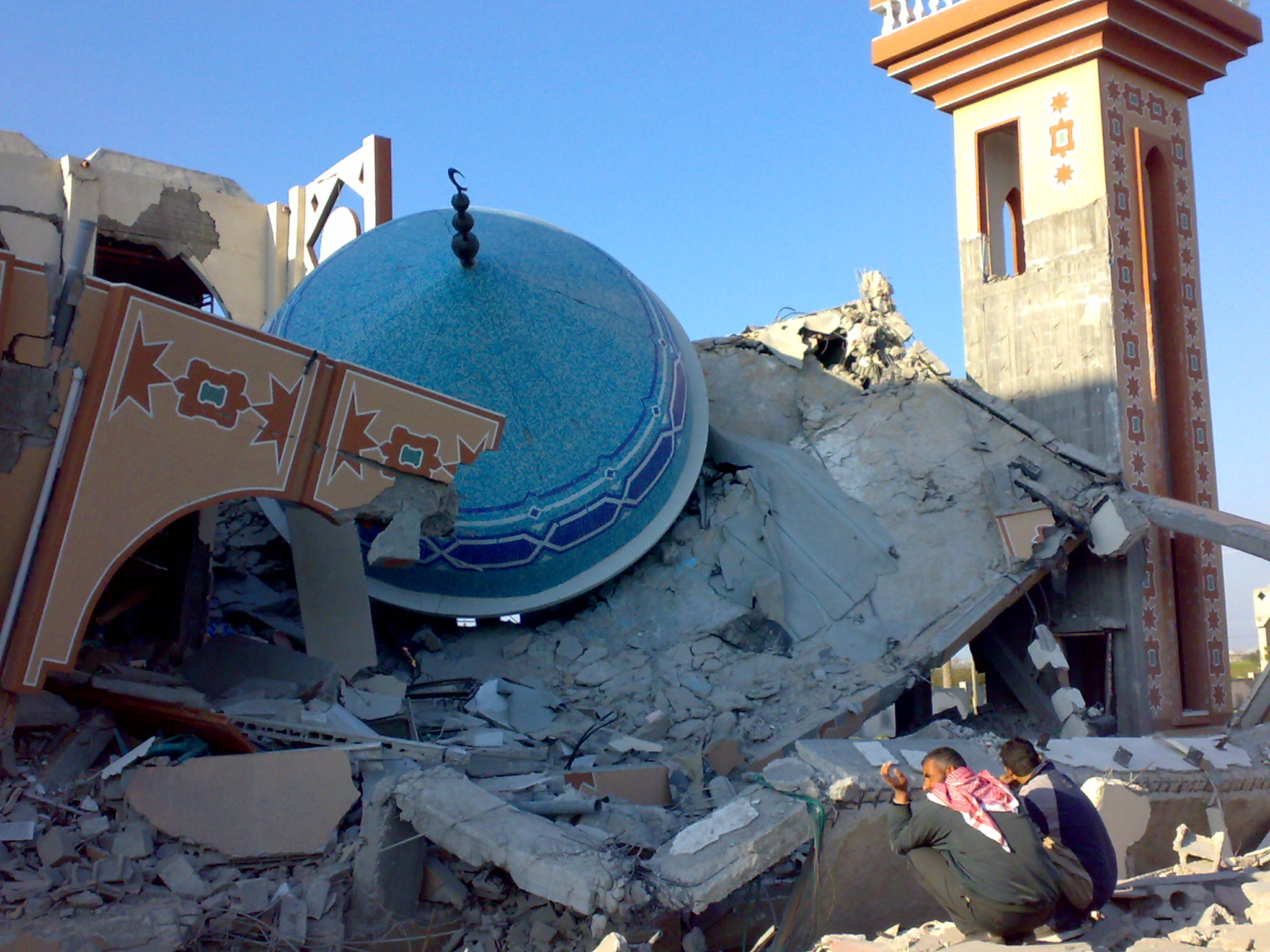
Mosquée détruite pendant l'opération Plomb durci (12 janvier 2009).

À 12 h 00 (10 h 00 UTC), une seconde vague de 60 chasseurs et hélicoptères de combat se concentre sur 60 sites de lancement enterrés de Qassam. Au total, 170 cibles sont touchées, tuant 230 habitants de la bande et en blessant plus de 780, selon l’ONG israélienne B'Tselem. Parmi eux, 140 membres des forces de sécurité du Hamas sont tués, dont les généraux Tawfik Jaber et Ismaïl Jaabari, avec au moins 15 civils. Des enfants feraient partie des victimes.
28 décembre 2008 : vingt-cinq sorties aériennes sont conduites ce jour-là, portant le nombre de morts à 287 et le nombre de blessés à 900. Une roquette tirée de nuit d'un F-16 sur une mosquée proche de l'hôpital Al-Shifa à Gaza-centre, d'où des roquettes auraient été tirées, tue 4 membres du Hamas.
À l'instar du lieutenant-colonel (à la retraite) de l'US Army Ralph Peters (en), qui estime que « les stratèges de l'Armée de l'air israélienne sont allés plus loin que la conception de l'US Air Force de « choc et effroi, (ang. : shock and awe) » (…) en s'employant à tuer le plus grand nombre de terroristes possibles », le journaliste français Jean Guisnel pense que l'approche aérienne israélienne s'appuie sur la théorie des cinq cercles du colonel de l'US Air Force John Warden : « Pour l'instant, appliquant à la lettre la théorie des cinq cercles du colonel américain John Warden qui voit « l'ennemi comme un système », l'état-major israélien casse systématiquement et durablement l'ensemble des bâtiments et des points d'appui du Hamas, après avoir commencé par tuer le plus grand nombre possible de ses dirigeants et des membres de son appareil de sécurité ».
Par ailleurs, la Heyl Ha Avir fait à nouveau un large usage de ses drones Hermes 450 Ziq de reconnaissance et de surveillance, stationnés sur la base aérienne de Palmachim, au sud de Tel-Aviv. Ils seraient équipés de désignateurs laser au profit des F-16. Israël a également pratiqué le bombardement maritime par l’intermédiaire de corvettes LM SAAR et de patrouilleurs Super Dvora et Hetz.

##### «Toquer au toit»
Avant les bombardements aériens visant des immeubles occupés par des civils, Tsahal leur passe des coups de téléphone, une pratique validée par la Justice israélienne appelée « roof knocking ». Typiquement, un officier des services de renseignements appelle par téléphone les occupants d'une maison visée, dix ou quinze minutes avant le tir d'un missile,. Les habitants sont appelés par téléphone, message vocal ou SMS. Dans certains cas, le Hamas aurait demandé à des civils de stationner sur les toits pour dissuader les pilotes israéliens d'attaquer, ce que feraient certains habitants. Confrontés à cette situation, les officiers supérieurs de l’armée de l'air israélienne annuleraient le bombardement ou lanceraient une maquette de missile sur une partie vide du toit afin d'effrayer les habitants et les forcer à abandonner l'immeuble. L’armée israélienne nie les accusations de provoquer un nombre élevé de victimes civiles, car selon les déclarations de l'un de ses portes-paroles en janvier 2009, « les gens qui entrent dans une maison malgré l’avertissement ne doivent pas être décomptés parmi les victimes civiles, parce que ce sont des boucliers humains volontaires. D’un point de vue légal, je n’ai pas à avoir de considération pour eux. Quant à ceux qui retournent dans leur maison pour la protéger, ils prennent part sciemment au combat ».
En 2006, le Centre palestinien pour les droits de l'homme estimait que l'avertissement préalable d'habitants par Tsahal était constitutif de guerre psychologique, étant donné que certains immeubles sont bombardés et pas d'autres. Amnesty International et le Bureau de la coordination des affaires humanitaires de l'ONU estiment que, étant donné la forte densité de population de Gaza, il n'existe pas d'endroit « sûr » dans les camps de réfugiés.

#### Invasion terrestre

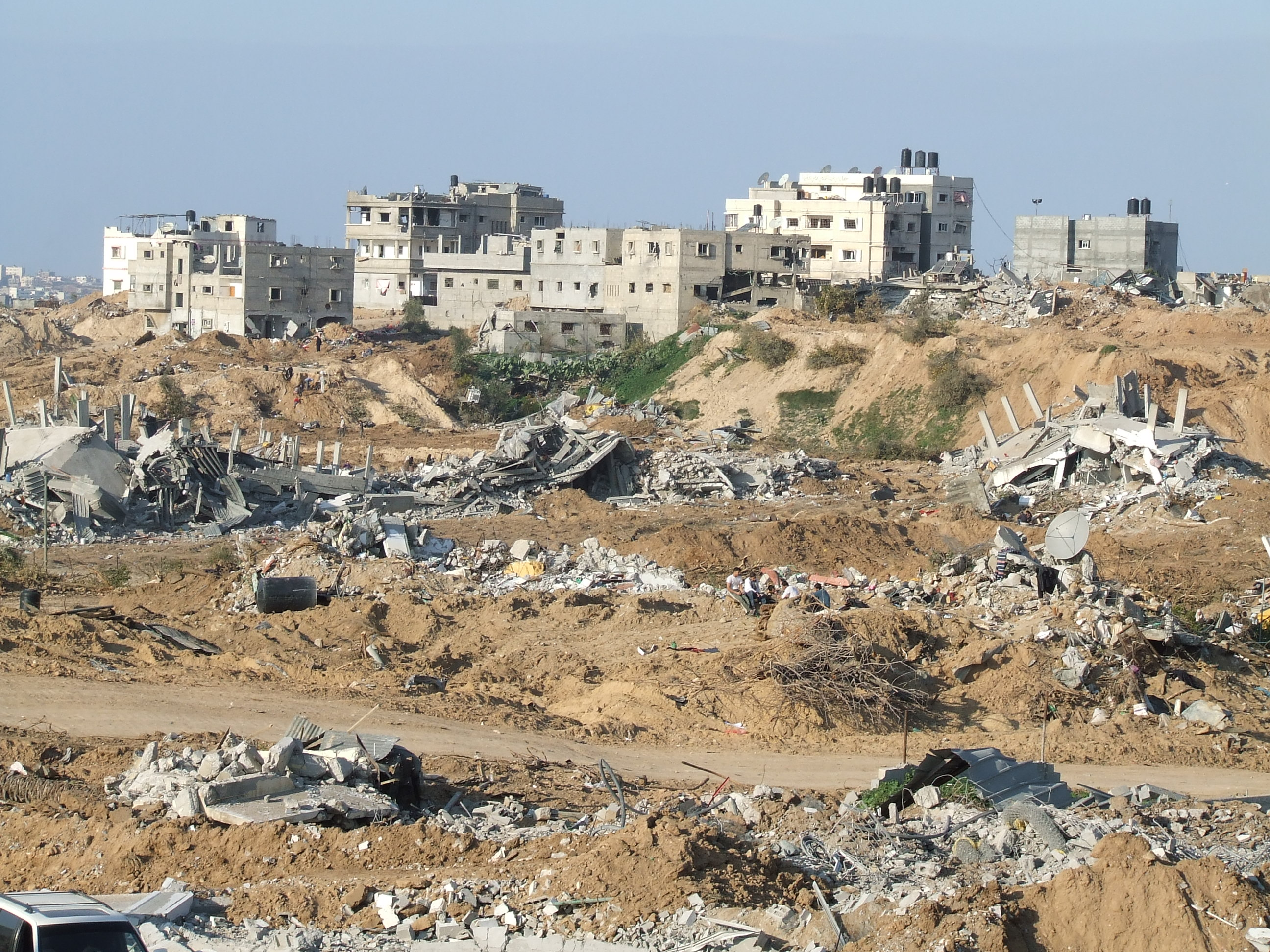
Jabalia (près de Gaza) après le retrait des troupes israéliennes.

Selon Tsahal, le but de l'invasion terrestre, référencée comme la deuxième phase de l'opération « Plomb durci », est de sécuriser l'intérieur de la bande de Gaza d'où des tirs de roquettes ont eu lieu malgré les bombardements aériens (tuant un soldat et 3 civils israéliens le 28 décembre). En géographie militaire, la modalité de contrôle de la bande choisie par les Forces terrestres israéliennes (Mazi) est la « maîtrise virtuelle » : ainsi, le 28 décembre 2008, l'artillerie de Mazi, positionnée à l'extérieur, bombarde durant plusieurs heures les abords de la bande afin de faire exploser les mines et engins explosifs improvisés du Hamas avant que les troupes ne s'y engagent. Au matin du 3 janvier 2009, faisant le choix tactique du « swarming (en) », des groupes autonomes ou semi-autonomes de fantassins de Mazi pénètrent par plusieurs points de la bande (Beit Lahiya et Beit Hanoun, au nord de la bande) et se rapprochent de Gaza-centre en restant à couvert dans des zones faiblement urbanisées. Les forces terrestres de Tsahal ont souvent lancé des opérations de nuit de manière à profiter de leur supériorité en moyens de vision nocturne. Les troupes israéliennes ont massivement utilisé des chiens, d'une part pour repérer les explosifs dans les maisons abandonnées, et d'autre part en les munissant de petites caméras et en les envoyant en reconnaissance dans certains bâtiments et tunnels.

#### Évacuation sanitaire et mesures de protection
L'armée israélienne est parvenue à réduire de moitié le temps nécessaire à l'évacuation sanitaire aérienne par hélicoptère des soldats blessés sur le terrain par rapport à 2006. En moyenne, les transferts vers un hôpital ont duré quarante-cinq minutes contre une heure et demie précédemment. Au total, onze opérations de sauvetage sous le feu du Hamas ont eu lieu dans la bande de Gaza en un peu plus de trois semaines. Pour le soin aux blessés, le service médical de l'armée a également utilisé, pour la première fois, un agent hémostatique permettant de coaguler le sang à la place du bandage utilisé habituellement. Enfin, les soldats ont étrenné un nouveau gilet pare-balles utilisé comme seconde couche sous le gilet en céramique standard. Cet équipement serait particulièrement efficace contre des éclats d'obus.

### Activité militaire palestinienne

#### Préparation
Les forces palestiniennes sont composées majoritairement des Brigades Ezzedine al-Qassam, la branche militaire du Hamas. Elle comprennent aussi les Brigades des martyrs d’al-Aqsa (liées au Fatah), les Brigades Al-Qods (branche militaire du Jihad islamique palestinien), les Brigades Abu Ali Mustafa (branche militaire du Front populaire de libération de la Palestine, et les Brigades Al-Nasser Salahdin (branche militaire des Comité de résistance populaire).
En vue du combat, les combattants palestiniens piègent des maisons et des immeubles et construisent un vaste réseau de tunnels,. Un combattant du Hamas rapporte que le groupe a construit un réseau de tunnels sous Gaza-centre qui lui permettrait de s'affronter à Tsahal en combat urbain. Le colonel Herzi de la 35e brigade parachutiste (Hativat HaTzanhanim) estime qu'un tiers des maisons sont piégées avec des mannequins, des explosifs et des tunnels. Le but de la manœuvre serait que les soldats israéliens tirent sur les mannequins, les prenant pour des combattants; une explosion aurait lieu et les soldats tomberaient ou seraient tirés dans un tunnel où ils seraient faits prisonniers. Ron Ben-Yishai, un « embedded journalist » (journaliste accrédité et embarqué), rapporte que des pâtés entiers de maisons sont piégés et câblés en vue d'une confrontation urbaine. Tsahal a publié un plan supposé montrer « la position d'explosifs et des forces du Hamas dans la banlieue d'Al-Attara, au nord de la bande de Gaza ». Ce plan montrerait que le Hamas a placé de nombreux explosifs et des caches pour ses snipers dans des zones résidentielles, plusieurs mosquées et à proximité d'un dépôt de gaz. Selon le colonel britannique Tim Collins, les explosions secondaires[précision nécessaire] durant Plomb durci indiquent nécessairement la présence de caches d'explosifs.

#### Engagements avec les forces israéliennes
Des représentants du Hamas affirment combattre avec l'aide de véhicules blindés et d'armes, donnés par Israël, les États-Unis et d'autres pays à l'Autorité palestinienne et confisquées à cette dernière. Le Hamas et le Jihad islamique palestinien confectionnent une multitude d'engins explosifs improvisés (EEI), certains étant des armes anti-personnel, d'autres étant plantés ou enfouis le long des routes pour être activés contre les chars et les véhicules de transport de troupes israéliens. Certains de ces EEI sont fabriqués à partir de flacons de médicaments transférés à la bande de Gaza comme aide humanitaire par Israël.
Le Centre d'information sur les renseignements et le terrorisme, un laboratoire d'idées israélien, rapporte des témoignages de combattants du Hamas arrêtés par le Shabak selon lesquels le Hamas a utilisé des bâtiments publics (y compris des mosquées et des écoles) et des résidences privées comme sites d'entrepôts d'armes, a tiré des roquettes depuis des bâtiments publics et privés, et a utilisé des institutions publiques à des fins militaires, dans l'idée que Tsahal serait dissuadée de les attaquer.
Le New York Times rapporte les dires d'un combattant anonyme du Hamas se définissant comme « civil et combattant ». Ce dernier affirme que, étant donné la petitesse et l'enfermement de la bande de Gaza, il n'y a pas d'autre endroit où rester à part dans les zones civiles. Il rajoute que la plupart des Palestiniens acceptent d'abriter les militants du Hamas. Le même quotidien affirme que « ne voulant pas servir d'appât à Israël et se découvrir, les militants du Hamas combattent en civil ; il a été même ordonné aux policiers de quitter leurs uniformes ».

#### Attaques de roquettes contre Israël

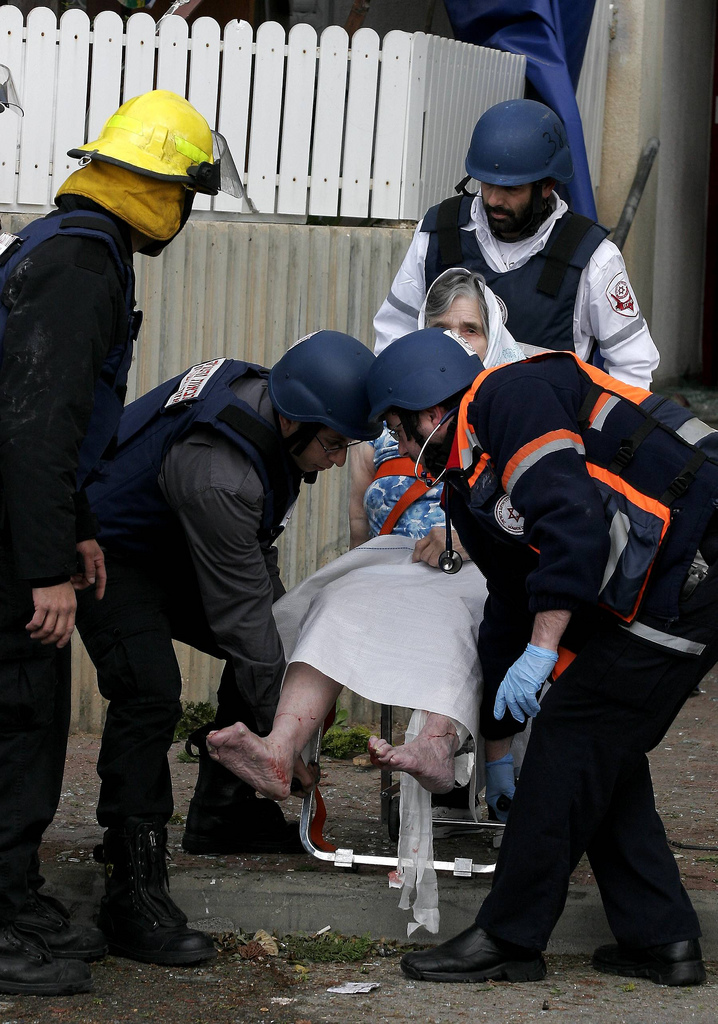
Femme blessée à Ashkelon après l'attaque d'une roquette Grad provenant de Gaza. (1 janvier 2009).

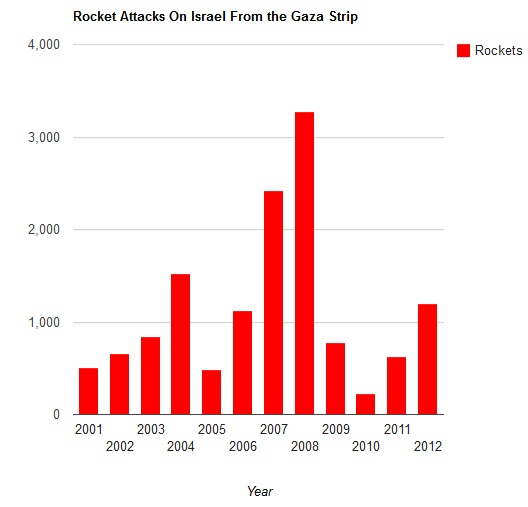
Graphique représentant les tirs de roquette contre Israël entre 2001 et 2012

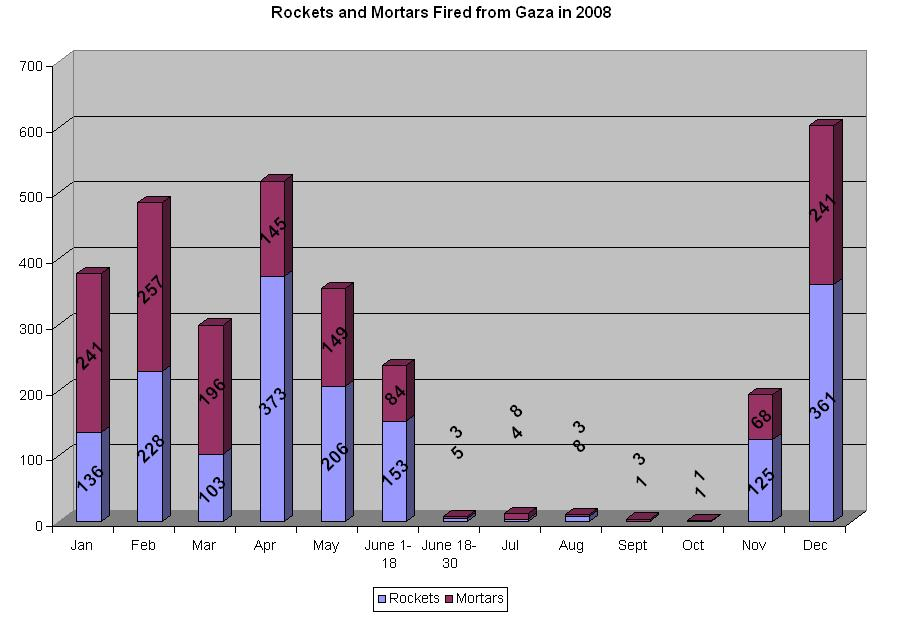
Graphique représentant les attaques de roquettes contre les civils d'Israël en 2018

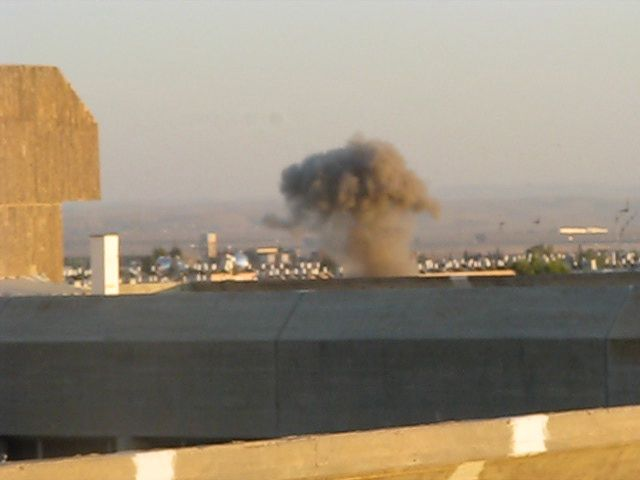
Une roquette Grad sur Beer-Sheva (17 janvier 2009).

Le Hamas dispose de roquettes Qassam artisanales et de roquettes de conception « rustique » similaires à la Grad (BM-21 Katioucha) ex-soviétique ayant cependant une portée plus longue, capables de toucher des villes comme Ashkelon (à 16,5 km), Ashdod (à 35 km au nord) et Beer-Sheva (à 40 km) et pouvant à terme menacer Tel-Aviv à 70 km.

### Autres attaques du territoire israélien
En plus des attaques de roquettes de la bande de Gaza, Israël subit des tirs non revendiqués de l'extérieur de la bande.
Le 8 janvier 2009, trois roquettes sont tirées du Liban sur la ville de Nahariya, au nord d'Israël, blessant deux pensionnaires d'une maison de retraite. L'artillerie de l'armée de terre israélienne riposte au tir. Aucune revendication n'est formulée, même si des analystes pensent que les responsables seraient des militant d'un groupuscule palestinien proche du Hezbollah, lequel a affirmé ne pas être impliqué dans ces tirs. L'attaque est condamnée par le Premier ministre libanais, qui fait arrêter 7 suspects.
Le 11 janvier 2009, des soldats israéliens qui procèdent à des travaux d'ingénierie sur le plateau du Golan se retrouvent sous le feu d'un tireur inconnu situé dans la partie du Golan contrôlée par la Syrie. Le 13 janvier 2009, une patrouille de l'armée de terre israélienne sur la frontière jordanienne se retrouve sous le feu d'un tireur inconnu situé de l'autre côté de la frontière. Les deux escarmouches ne causent aucun blessé.
Le 14 janvier 2009, trois roquettes sont tirées du Liban sur les régions du Golan et de Galilée, sans faire ni dégâts ni victimes selon les autorités israéliennes. L'armée israélienne a riposté en bombardant la zone d'où proviendraient les tirs.

### Cessez-le-feu
Malgré la proclamation d'un cessez-le-feu par chacun des belligérants le 18 janvier 2009, des tirs de roquettes venant de Gaza — que le Hamas condamne et des raids aériens israéliens, visant principalement les tunnels d'approvisionnement en armes ou les auteurs de ces tirs, ont toujours lieu en février et en mars 2009.

## Pertes humaines
Au soir du 19 janvier, selon le bilan provisoire rapporté par le chef des services d'urgence à Gaza, Mouawiya Hassanein, 1 315 Palestiniens ont été tués dans l'offensive israélienne dont plus de 410 enfants et 100 femmes, et plus de 5 285 autres ont été blessés ; selon le Centre palestinien pour les droits de l'homme, les civils composent 65 % des tués. Côté israélien, 3 civils et 10 soldats israéliens ont perdu la vie, et 113 soldats ont été blessés ainsi que plus de 84 civils, selon B'Tselem.
| Date             | Bilan morts palestiniens | Bilan morts israéliens |
| ---------------- | ------------------------ | ---------------------- |
| 27 décembre 2008 | 230                      | 1                      |
| 28 décembre 2008 | 115                      | 0                      |
| 29 décembre 2008 | 22                       | 3                      |
| 30 décembre 2008 | 20                       | 0                      |
| 31 décembre 2008 | 27                       | 0                      |
| 1er janvier 2009 | 26                       | 0                      |
| 2 janvier 2009   | 22                       | 0                      |
| 3 janvier 2009   | 30                       | 0                      |
| 4 janvier 2009   | 42                       | 1                      |
| 5 janvier 2009   | 52                       | 3                      |
| 6 janvier 2009   | 81                       | 2                      |
| 7 janvier 2009   | 60                       | 0                      |
| 8 janvier 2009   | 66                       | 1                      |
| 9 janvier 2009   | 49                       | 0                      |
| 10 janvier 2009  | 33                       | 2                      |
| 11 janvier 2009  | 50                       | 0                      |
| 12 janvier 2009  | 47                       | 0                      |
| 13 janvier 2009  | 45                       | 0                      |
| 14 janvier 2009  | 43                       | 0                      |
| 15 janvier 2009  | 90                       | 0                      |
| 16 janvier 2009  | 60                       | 0                      |
| 17 janvier 2009  | 58                       | 0                      |
| 18 janvier 2009  | 42                       | 0                      |
| 19 janvier 2009  | 5                        | 0                      |
| Total            | 1 315                    | 13                     |

Afin de ne pas être accusé de surévaluer la proportion de civils, l'Office de secours et de travaux des Nations unies pour les réfugiés de Palestine dans le Proche-Orient (UNRWA) ne compte comme civils que les femmes et les enfants. Ainsi :
- au 31 décembre 2008, le porte-parole de l'UNRWA compte 25 % de victimes civiles[103] ;
- au 6 janvier 2009, la proportion est égale à 50 % de victimes civiles[104] ;
- au 15 janvier au soir, 50 % des personnes tuées sont des civils[26] ;
- au 17 janvier au soir, qui correspond au cessez-le-feu unilatéral déclaré par les Israéliens, le Centre palestinien des droits de l'homme à Gaza indique que 65 % des personnes tuées sont des civils[27].

Selon Tsahal, 1 166 Palestiniens ont été tués, dont 709 militants de divers groupes armés, ce qui correspond à un maximum de 39,2 % de civils. L'armée israélienne a refusé de « révéler les méthodes d'investigation qui lui ont permis de fournir les données » sur les victimes palestiniennes, ces méthodes étant classées secret défense. 
L'ONG israélienne B'Tselem parle quant à elle de 1 387 Palestiniens tués, parmi lesquels 773 civils (dont 252 enfants âgés de moins de 16 ans), 330 militants (dont 19 mineurs) et 248 policiers. 
Les services d'urgence palestiniens ont avancé le bilan de 1 382 morts pendant le conflit, dont 447 enfants et 117 femmes, ainsi que 121 personnes décédées après le conflit à la suite de leurs blessures, soit 1 503 morts au total. 
Le Centre palestinien pour les droits de l'homme (PCHR), qui publie également un bilan actualisé des victimes, indique que 1 419 Palestiniens sont décédés durant l'opération, dont 1 167 étaient non combattants.

### Bande de Gaza

#### Représailles interpalestiniennes
Plusieurs ONG (Centre palestinien pour les droits de l'homme, Centre Addameer) et organisations palestiniennes telle le FPLP ont dénoncé la répression accrue du Hamas durant et après le conflit et l'accusent d'exécutions sommaires. Le New York Times affirme que, durant le conflit, le Hamas a exécuté dans l'enceinte de l'hôpital Al-Shifa 6 Gazaouis suspectés de collaboration avec Israël. Enfin, Yuval Diskin, directeur du Shabak, l'agence de contre-espionnage israélienne, affirme que le Hamas a tué 70 partisans du Fatah sous couvert de la guerre. Le Shabak assure avoir reçu du renseignement humain de Palestiniens sur les opérations du Hamas dans la bande de Gaza, dont certaines auraient été interceptés par le Hamas, entraînant l'exécution des informateurs suspectés.
Par ailleurs, le Hamas a arrêté des membres supposés du Fatah, commettant parfois sur eux des actes de violence comme des passages à tabac et des tirs systématiques d'armes à feu dans les jambes.
Ihab al-Ghossein, porte-parole du ministère de l'Intérieur du Hamas dans la bande de Gaza, a d'abord rejeté ces allégations avant de reconnaître et justifier les exécutions de « collaborateurs ».

#### Pertes de militants et de policiers
Plusieurs membres importants du Hamas et de son bras armé sont tués durant les opérations, notamment le général Tawfik Jaber, chef de la police à Gaza, le ministre de l'Intérieur Saïd Seyam, le cheik Nizar Rayyan et le chef des services de sécurité, le général Salah Abu Shrakh. Le Jihad islamique palestinien confirme la mort de son combattant Wajih Mushtahi, ancien membre du Comité olympique palestinien. Les Brigades des martyrs d'Al-Aqsa confirment la mort de Ali Hijazi, « commandant local, responsable des tirs de roquettes contre Israël ».
En tout, les groupes militants rapportent que 158 de leurs combattants (sans compter les policiers) ont été tués, un chiffre en contradiction avec les statistiques du Centre palestinien pour les droits de l'homme de 223 combattants (sans compter les policiers) et de Tsahal de 700 combattants. Sur les 158, le Hamas affirme avoir perdu 48 combattants tandis que le Jihad islamique palestinien en dénombre 38 et le Comité de résistance populaire, 34.
Islam Shahwan, porte-parole de la police et membre du Hamas, déclare dans une conférence de presse que « le général Tawfik Jaber et 230 officiers et policiers ont été tués ».
Le 1er novembre 2010, le ministre de l'Intérieur de la bande de Gaza, Fathi Hamad (en), précise que les pertes des brigades Al-Qassam s'élèveraient à 200 à 300 combattants. Le ministre de l'Intérieur ajoute qu'Israël aurait minimisé le niveau précis des pertes israéliennes qu'il estime à 50 tués. Ces chiffres sont à rapprocher de celui de 700 membres du Hamas tués, selon les Israéliens.
Selon le New York Times, des résidents palestiniens et des officiels israéliens déclarent que le Hamas soignait ses propres blessés dans différents centres médicaux (et non des hôpitaux) et qu'il est difficile d'estimer le nombre de combattants morts du Hamas, beaucoup ne portant pas d'uniformes.

### Autres
La population civile n'a pas été autorisée par l'armée israélienne à quitter la bande de Gaza pour se réfugier à l'étranger ou en Cisjordanie pendant la durée de la guerre. Seules deux cents femmes d’origine étrangère ont été autorisées à quitter le territoire. Richard Falk, rapporteur spécial des Nations unies sur les droits de l’homme dans les territoires palestiniens occupés, affirme que « c’est la première fois que, en temps de guerre, la population se voit refuser jusqu’à la possibilité de devenir réfugiée ».

## Conséquences

### Crise humanitaire de Gaza
De nombreuses organisations non gouvernementales décrivent, au début de l'année 2009, une situation « catastrophique » dans la bande de Gaza : « 75 % de l'électricité a été coupée car sept des douze lignes ont été endommagées par les bombardements, plus de 500 000 personnes n'ont pas accès à l'eau courante, les égouts se répandent dans les rues, il n'y a pas eu de livraisons de fioul depuis le 27 décembre, tout le système d'approvisionnement (eau, électricité, égouts) est sur le point de s'effondrer », explique l'organisation israélienne Gisha. L'ONU dénonce également une « crise humanitaire totale ».
Le Bureau de la coordination des affaires humanitaires de l'ONU (OCHA) indique que 40 millions de litres d'eaux usées sont rejetés à la mer faute de pouvoir être retraités, que le fioul et le gaz pour cuisiner sont introuvables et que seulement dix boulangeries fonctionnent, que 23 sont fermées et que 14 travaillent partiellement en raison du manque de farine et de gaz.
La plupart des lignes téléphoniques sont coupées en raison du manque d'électricité, des combats et de l'impossibilité pour les techniciens de réparer. Les hôpitaux n'ont plus d'électricité et fonctionnent uniquement grâce à des générateurs. Alors que plus 80 % de la population dépend de l'aide humanitaire, les convois humanitaires ont interdiction d'entrer dans la bande de Gaza depuis le début de l'offensive terrestre israélienne. 
Pour Richard Horton, qui résume en mars 2009 une étude de deux ans menée en collaboration avec des Palestiniens, l'Organisation mondiale de la santé et d'autres agences de l'ONU, « depuis 2000, les territoires palestiniens occupés ont subi un accroissement de l'insécurité, en raison de l'érosion voire de l'effacement complet de nombreux progrès sanitaires enregistrés jusqu'alors […]. Ces revers, ajoutés aux offensives israéliennes sur Gaza, ont plongé la région dans une crise humanitaire ».

## Médias

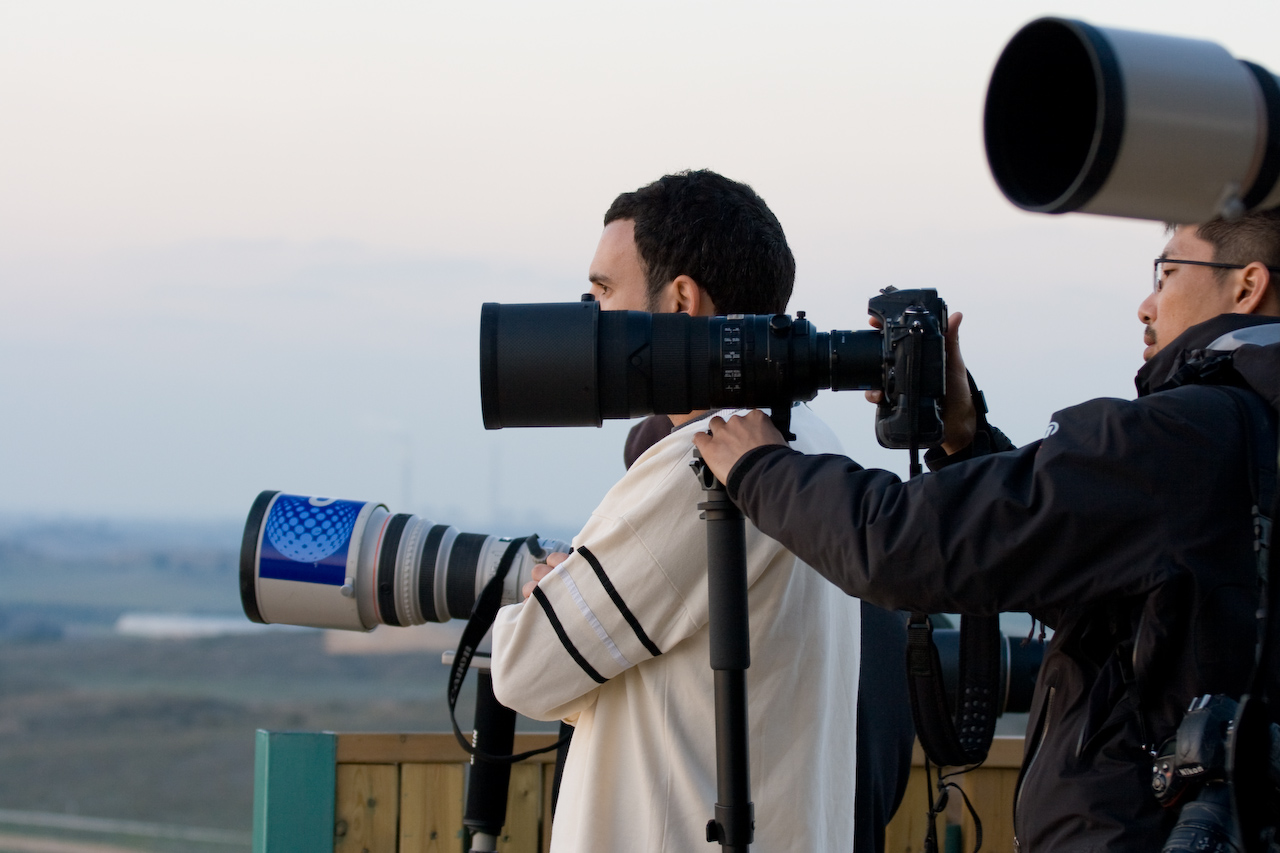
Photojournalistes positionnés pour capter des images des violences

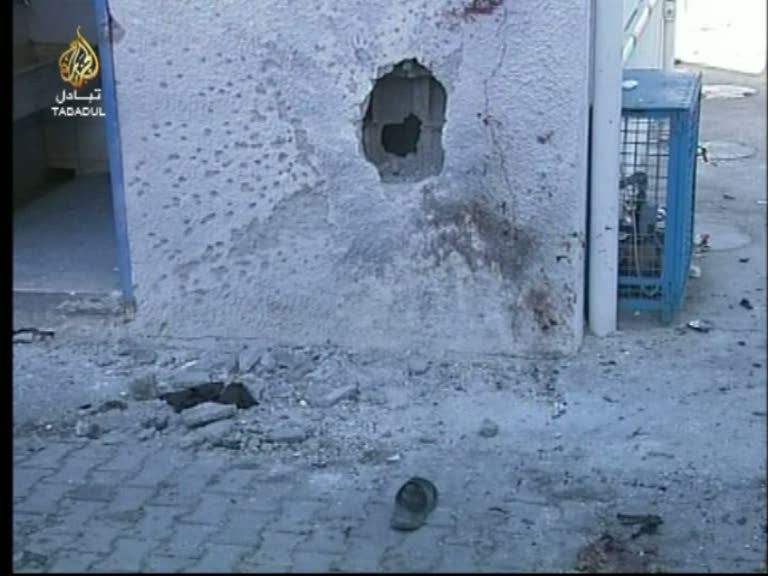
Capture d'écran de Al Jazeera montrant les dommages d'un bombardement de l'armée de l'air israélienne contre une école de l'Office de secours et de travaux des Nations unies pour les réfugiés de Palestine dans le Proche-Orient (7 janvier 2009).

Les médias jouent un rôle primordial dans la guerre. L'accès de la presse internationale à la bande de Gaza est limité à la fois par l'Égypte et Israël. Le 29 décembre 2008, la Cour suprême d'Israël émet un arrêt ordonnant au gouvernement d'autoriser l'entrée des correspondants étrangers à Gaza chaque fois que les points de passage sont ouverts, mais Tsahal refuse de s'y plier. Des arrestations de journalistes ont lieu en Israël pour violation de la censure en temps de guerre, entraînant la protestation des associations de journalistes. Les campagnes de relations publiques jouent également un rôle important, notamment au travers des nouveaux médias.
La journaliste américaine Janine Zacharia, responsable du bureau du Washington Post à Jérusalem, relève que le soutien à la guerre a été unanime parmi les grands médias israéliens. Les médias se sont focalisés sur les pertes infligées au Hamas et se sont complètement désintéressés des conséquences de la guerre pour la population civile.
Certaines informations publiées par la presse internationale se sont révélées fausses. Ainsi, les médias annoncent le 6 janvier qu'une école de l'ONU a été bombardée par l'armée israélienne, causant 43 morts. Ce n'est que le 29 janvier qu'un journaliste du quotidien canadien The Globe and Mail, enquêtant sur place, souligne que seuls les alentours de l'école ont été bombardés et non l'établissement scolaire lui-même, où seules quelques personnes ont été blessées par des éclats d'obus. Il confirme néanmoins le bilan de 43 morts dans ce bombardement. Les résultats de l'enquête du journaliste canadien sont confirmés par le bureau de la coordination des affaires humanitaires de l'ONU. Cependant, à l'exception du Washington Post, qui reprend l'information avec un peu de retard, le rectificatif ne sera repris par aucun des médias qui avaient fait état du « bombardement » de l'école.

### Guerre de l'information
Comme durant le conflit israélo-libanais de 2006, la guerre de Gaza engendre également une propagande, de l'hacktivisme et une cyberguerre effrénée de la part des deux parties, qui entraîne le vandalisme de sites web, des dénis de service ou des piratages de noms de domaine et l'apparition de « diplomatie médiatique » sur Facebook, Second Life, ou Twitter. Le Hamas anime une vingtaine de sites sur Internet dont Aqsa Tube, conçu en 2008 sur le modèle de YouTube. Cette plate-forme audiovisuelle diffuse des vidéos présentant sous un jour favorable les tirs de roquettes sur Israël. On y trouve également un lien vers la chaîne satellite du Hamas, Al-Aqsa TV, ce qui a pour effet d’augmenter le nombre de ses téléspectateurs en contournant les restrictions imposées à sa diffusion. De même, Tsahal a ouvert une chaîne sur YouTube ainsi qu'un blog pour montrer ses actions et expliquer son point de vue, selon la logique éprouvée de la hasbara. Le Ministère de l'Intégration et de l'Immigration israélien met sur pied une « armée » de blogueurs, dévolue à inonder de commentaires les sites jugés « problématiques ».

#### La question des tirs de roquettes

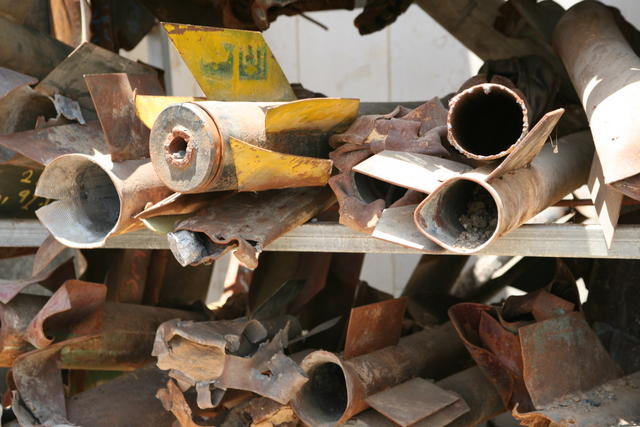
Restes des roquettes Qassam tirées sur Israël.

Selon Pierre Razoux : pour Israël, « il s'agit d'empêcher le Hamas de reconstituer ses stocks de roquettes » tandis que pour le Hamas, « il s'agit de maintenir la pression sur Israël en tirant des roquettes et des missiles sur les villes voisines (…), de kidnapper des soldats ou des civils israéliens ». Pour le général de brigade (à la retraite), ancien officier du Shin Beth et ancien porte-parole de l'armée israélienne Ephraïm Lapid : 

« (Les combattants du Hamas) savent qu'ils ne peuvent pas détruire Israël et ses capacités militaires. Mais ils peuvent atteindre l'esprit, le moral de la société, ce qui est peut-être pire. À bien des égards, il s'agit ici de 50 000 personnes — les habitants de la région de Sderot, touchée par les roquettes Qassam — sur 7 millions, ce n'est pas tant. Ces tuyaux d'un mètre font que nous ne pouvons pas sécuriser notre population. C'est ce qui cause les vrais dégâts. »

Dans l'attente de la mise en service en 2010 du système de défense rapprochée antimissiles Dôme de fer préféré au Counter-Rockets, Artillery Mortars Phalanx CIWS, Israël reste dépourvue face aux attaques de Qassam.
Ainsi, le vice-ministre de la Défense Matan Vilnai avait déclaré le 29 février 2008 à la radio de l'armée que les Palestiniens de Gaza risquaient une « shoah » si les tirs de roquettes continuaient :
« Plus le tir des Qassam s'intensifie et les roquettes atteignent une plus grande distance, plus ils feront survenir sur eux une shoah plus importante car nous utiliserons toute notre puissance pour nous défendre. »
Ce terme de « Shoah » étant rarement utilisé en Israël en dehors de l'extermination des Juifs d'Europe par les nazis, l'expression a choqué et fait craindre le pire, mais Matan Vilnai a par la suite fait savoir par son porte-parole qu'il n'avait aucunement voulu faire allusion à un génocide et qu'il avait employé le mot « Shoah » dans le sens de désastre ; le mot « Shoah » en hébreu signifiant d'une part « catastrophe » et faisant référence, d'autre part, au génocide perpétré par les nazis pendant la Seconde Guerre mondiale.
Vilnai ajoute dans cette même émission qu'une vaste opération militaire est donc en préparation :

« Ce sera triste, et difficile, mais nous n'avons pas d'autre choix. (…) Nous sommes proches d'utiliser toute notre force. Jusqu'à maintenant, nous avons utilisé un petit pourcentage de la puissance de l'armée à cause de la nature du territoire. »

Le général de brigade (à la retraite), ancien porte-parole de l'armée israélienne Ephraïm Lapid déclare le 13 juin 2008 : 

« Pour l'instant, il y a un dilemme, qui n'est que temporaire, entre la reprise des opérations et la poursuite du cessez-le-feu entre le Hamas et Israël. Car ce cessez-le-feu masque la continuation du combat par l'organisation. (Le Hamas) a besoin de ce break pour renforcer ses capacités et recevoir de l'aide de l'Iran. Certains en Israël pensent que nous devrions pas leur laisser cette option et que nous devrions prendre une attitude offensive. De mon point de vue cependant, je ne vois pas d'option militaire qui ferait cesser la violence. La seule voie permettant d'y aboutir — et on le voit dans l'histoire des relations entre Israël et les pays arabes — est la négociation. Mais nous devons être forts. Ils ne seront prêts à aller à la table des négociations que si nous sommes forts. Nous ne pouvons pas envoyer des signaux de faiblesse comme cela a été le cas avec le Liban »

À la suite de la trêve signée le 19 juin 2008, les statistiques officielles du ministère des Affaires étrangères israélien montrent une diminution des tirs de roquettes qui passèrent d'une moyenne de 179 par mois de novembre à juin 2008 à 3 par mois de juillet à octobre 2008. À ce propos, dans un rapport officiel des renseignements israéliens (le Intelligence and Terrorism Information Center) publié sur le site du ministère des Affaires étrangères il est écrit que :
« À partir du 19 juin, il y eut une réduction marquée dans l'étendue des attaques sur la population de l'Ouest du Negev. La trêve fut sporadiquement violée par des tirs de mortier et de roquettes, lancés par des organisations terroristes non contrôlées, dans certains cas sans l'accord du Hamas (en particulier par des partisans du Fatah et de Al-Qaeda). Le Hamas prenait soin de respecter la trêve. »
Toutefois, le cessez-le-feu dégénère en novembre 2008, et dans le même rapport officiel israélien il est écrit :
« le 4 novembre, l'armée israélienne a mené une opération militaire près de la barrière de sécurité avec Gaza afin de prévenir une prise d'otage planifiée par le Hamas, qui avait creusé un tunnel sous la barrière dans ce but. Sept terroristes du Hamas furent tués lors de cette opération. En représailles, le Hamas et les autres organisations terroristes attaquèrent Israël avec un barrage massif de roquettes. »
Cela fut rapporté dans quelques médias, et selon un diplomate occidental en poste à Jérusalem :
« Comme les fois précédentes, c’est Israël qui est à l’origine de la rupture de la trêve. Mais les militants du Hamas n’ont pas assez d’intelligence politique pour ne pas répliquer, ce qui fait qu’on ne retient que les tirs de roquettes Qassam contre la population israélienne »
Les habitants d'Ashkelon avaient d'ailleurs manifesté le 20 novembre 2008 « contre une recrudescence des attaques transfrontalières depuis Gaza ».
D'ailleurs, plusieurs jours après le début de l'offensive, le 5 janvier 2009, Neve Gordon, professeur de sciences politiques et directeur du département de politique et de gouvernement à l'université Ben Gurion du Negev, explique, après avoir précisé qu'il souffrait personnellement des tirs de roquettes :
« Et je pense que ce qu'Israël a fait jusqu'à maintenant n'a que peu de chose à voir avec l'arrêt des roquettes, mais en fait cela est une action à visée électorale en Israël. C'est une action pour construire la réputation des militaires israéliens après leur humiliation en 2006. Et ce qu'ils font en fait c'est un bombardement aérien et un massacre de la population, et nous devons dire non à cela. »

#### L'argument de la menace à l'existence d'Israël

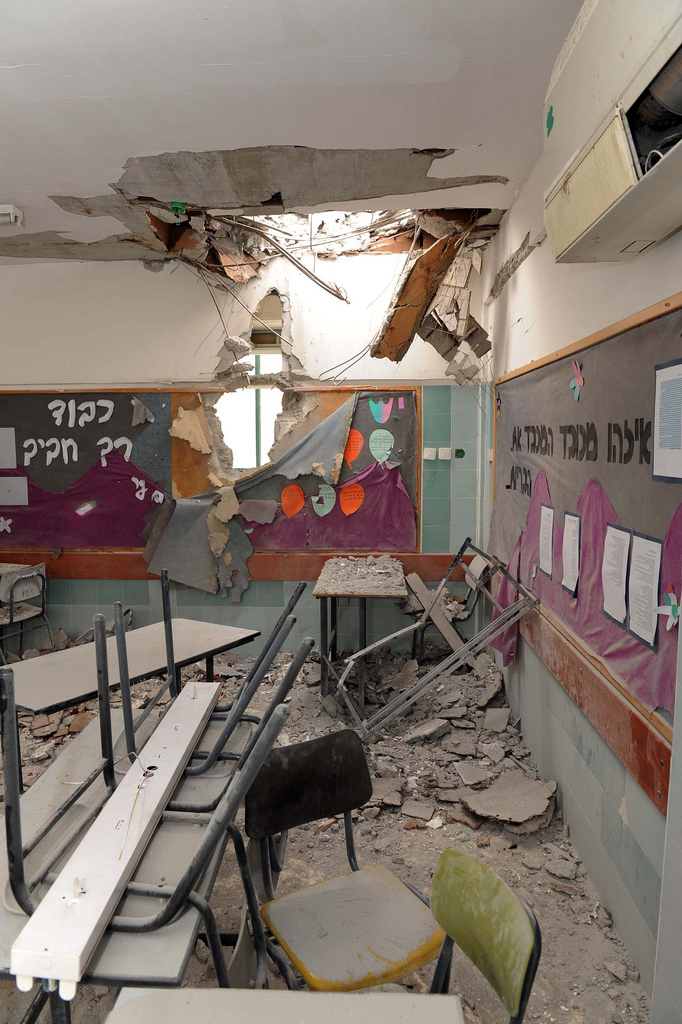
école maternelle à Beer-Sheva dévastée après une explosion d'une roquette provenant de Gaza (décembre 2008).

Une fois l'opération Plomb durci lancée, le général Yoav Galant, commandant de la région sud, explique que l'objectif est de « renvoyer la bande de Gaza des décennies en arrière en termes de capacité militaire, en faisant le maximum de victimes chez l'ennemi et le minimum au sein des forces armées israéliennes. »
De façon plus générale, selon Mark Heller, chercheur à l'Institut d'études sur la sécurité nationale à l'université de Tel-Aviv : « Le souci est que par le passé — peut-être un passé mythique — les gens ne cherchaient pas les ennuis avec Israël car ils avaient peur des conséquences. Maintenant la région est pleine de rhétorique provocatrice comme quoi Israël ne serait qu'un tigre de papier. Cette opération est une tentative pour restaurer la perception que si vous provoquez ou attaquez vous paierez un prix disproportionné. »
Jean-Yves Camus, politologue, chercheur associé à l’Institut de relations internationales et stratégiques développe cette idée : 

« Ces facteurs psychologiques rendent la situation bien différente de celle qui prévalait avant la victoire électorale du Hamas : avec l’OLP, chacun en Israël savait, même s'il prétendait le contraire, qu’il existait un terrain de négociation ; avec le Hamas, aucune discussion n’est possible tant que le mouvement islamiste n’aura pas reconnu le droit à l’existence d’un État juif. Qu’en l’espèce il existe sans doute, au sein du Hamas, une minorité lucide et capable de franchir ce pas, ne change rien pour l’instant au sentiment dominant en Israël, d’un combat existentiel pour garantir la survie de l’État hébreu : jamais il n’a existé de conjoncture comme celle d’aujourd’hui, où Israël doit faire face au triple déni d’existence du Hamas, du Hezbollah et du président iranien, sans compter le problème majeur que pose la radicalisation d’une bonne partie des Arabes israéliens. »

Ce même analyste ajoute : 

« malgré l’ampleur de l’action contre Gaza, l’équipe au pouvoir a définitivement intégré l’idée d’un État palestinien indépendant et sera inévitablement amenée, si elle est reconduite, à faire d’autres concessions pour aboutir à un accord de paix, la droite idéologique au contraire, n’a toujours pas avalisé l’idée même qu’il existe un « peuple palestinien », encore moins celle qu’il dispose d’un État, et considérant que le temps joue pour Israël, elle tentera de retarder par tous les moyens un règlement global du conflit, y compris en tenant tête à la pression internationale. »

En outre, lors de son passage en France, Tzipi Livni a déclaré que dans cette guerre son pays « représentait les valeurs du monde libre ».

#### L'argument du cessez-le-feu plus favorable à Israël
Ron Ben-Yishai, commentateur israélien spécialiste des affaires militaires[réf. nécessaire], déclare que : « Ce qui a commencé à Gaza samedi matin est apparemment une action limitée visant à obtenir un cessez-le-feu à long terme entre le Hamas et Israël selon des termes favorables à Israël. »
Le Hamas aussi voulait des conditions plus favorables pour la poursuite du cessez-le-feu : Yuval Diskin, actuel dirigeant du service de sécurité israélien Shin Bet,
« dit au cabinet israélien (le 23 décembre 2008) que le Hamas est intéressé par une prolongation du cessez-le-feu, mais veut en améliorer ses conditions. »
Diskin poursuit en précisant que le Hamas demandait deux choses : la fin du blocus, et un cessez-le-feu israélien en Cisjordanie.

## Critiques et controverses

### Désinformation
En février 2008, une vaste opération est en voie de préparation,. Le 31 décembre 2008, Haaretz indique que l'opération « Plomb durci » a en réalité été préparée de longue date. Par ailleurs, Haaretz écrit que le lancement de l'opération est précédé d'une campagne de « désinformation » de la part de l'état-major israélien afin de « tromper et induire en erreur l’opinion publique » et qui « a pris le Hamas par surprise et a permis d’accroître de manière significative le nombre de ses victimes durant les bombardements ».

### Armement
- Selon le site timesonline, des obus fumigènes M825[157] au phosphore blanc ont été tirés par l'artillerie israélienne[158].
- Selon deux médecins norvégiens (Erik Fosse (en) et l'urgentiste Mads Gilbert), qui interviennent dans la région depuis une vingtaine d’années avec l’organisation non gouvernementale (ONG) norvégienne Norwac[159],[160], l'armée israélienne utilise à nouveau des armes expérimentales de fabrication américaine, à base de Dense Inert Metal Explosive, développées pour le contexte d'une guerre asymétrique, et caractérisées par une puissance de souffle accru sur un rayon d'une dizaine de mètres. Cet explosif peut-être emporté par la bombe GBU-39. Ces armes causent des lésions incurables dans les tissus mous et les os des organismes vivants. Cette opinion est partagée par Marc Garlasco[161], un analyste militaire travaillant pour Human Rights Watch[162]. Disposant d'un grand pouvoir d'explosion, ces bombes ont un rayon d'action limité afin d'éviter les dommages collatéraux mais leurs éclats possèdent des effets cancérigènes et génotoxiques[163],[164]. Selon Mads Gilbert : « À 2 mètres, le corps est coupé en deux ; à 8 mètres, les jambes sont coupées, … Ils n’ont aucune trace de métal dans le corps, mais des hémorragies internes étranges. Une matière brûle leurs vaisseaux et provoque la mort, nous ne pouvons rien faire », et d'ailleurs un infirmier de l'hôpital Al-Awda dans le camp de réfugiés de Jabalya rapporte qu'il y a une grande majorité de blessés qui arrivent avec au moins un membre manquant[161].

- Les moteurs des drones Hermes 450 sont fabriqués en Grande-Bretagne[165]. Une centaine de députés anglais signent une déclaration « réclamant un embargo de toutes les ventes militaires qui pourraient être utilisées pour l'agression à Gaza et dans les territoires occupés. »

- De manière générale l'écart technologique entre les deux camps fait que les bombardements se font, comme le dit Gideon Levy, « en toute liberté sans rencontrer aucune résistance »[166].

- Selon le colonel britannique Richard Kemp (en) : « Au cours de l'opération Plomb durci, les Forces de défense israélienne ont plus fait pour sauvegarder les droits des civils en zone de combat que toute autre armée dans l'histoire de la guerre ». Selon le lieutenant général américain William G. Boykin (en) : « Les Israéliens ont fait très attention à ne pas viser de cibles civiles, et quand ils ont visé des cibles civiles, ils ont fait en sorte d'informer qu'ils allaient frapper. Et le rapport Goldstone dit exactement le contraire »[167].

## Contribution des États-Unis à la guerre

### Participation au budget militaire
Les États-Unis contribuent considérablement au budget militaire israélien, au travers d'une aide de 30 milliards de dollars versés à Israël sur une période de dix ans à partir de 2008 (en hausse de 25 % depuis la décennie précédente), soit 3 milliards de dollars par an ce qui représente 20 % du budget militaire annuel israélien et 4 % du budget global de la nation israélienne en 2017,. Pendant les dix années allant de 1999 à 2008, l'aide publique totale (économique et militaire) versée par les États-Unis à Israël s'élève à au moins 27 milliards de dollars,, et à presque 2,1 milliards de dollars (dont 839 millions de dollars pour la seule année 2008) pour l'Autorité palestinienne et diverses aides au développement en Palestine,,. Israël était le plus grand bénéficiaire de l'aide publique extérieure des États-Unis jusqu'en 2004, et le deuxième derrière l'Irak depuis.

### Livraisons d'armes
Au niveau logistique, une preuve récente du soutien des États-Unis à Israël est apportée par l'Agence Reuters, citée par Le Monde le 10 janvier 2009. La Marine américaine s'apprêterait à faire livrer 325 conteneurs standards de 20 pieds contenant des 'munitions' directement dans le port israélien d'Ashdod entre la mi et la fin janvier 2009. Le volume de la livraison étonne un courtier maritime, interrogé par Reuters : « Transporter quelque 3 000 tonnes de munitions en un seul chargement, c'est beaucoup (…) nous n'avons pas vu cela sur le marché depuis des années ».
La révélation de cette livraison d'armes a mis en difficulté le département de la Défense des États-Unis. Il a d'abord tenté, de la démentir (9 janvier) en arguant que « Ce ravitaillement, qui était antérieurement prévu, est un ravitaillement de routine et n'est pas destiné à soutenir la situation actuelle à Gaza » et que « la livraison de munitions est destinée à des stocks américains installés en Israël suivant un accord passé entre les États-Unis et Israël en 1990 ». Puis, le 13 janvier, devant la protestation du gouvernement de la Grèce, où le navire devait être affrété, le porte-parole du Pentagone, Geoff Morrell, dut concéder l'annulation de l'opération et la recherche d'autres moyens de livraison, plus discrets.
Au total, toujours selon Reuters dans la même enquête, cette livraison de matériel militaire était la deuxième prévue dans le même mois de janvier, et faisait suite à « une cargaison encore plus importante de matériels militaires des États-Unis vers Israël avant le début des opérations dans la bande de Gaza ».
Une demande de rapport officiel est déposée par le représentant Dennis Kucinich, élu au Congrès des États-Unis.

### Blocage de l'ONU
Selon le quotidien israélien Haaretz, l’ambassadeur des États-Unis aux Nations unies, Zalmay Khalilzad, a « reçu des instructions explicites de ses supérieurs au département d’État de torpiller toute initiative proposée par le bloc arabe destinée à donner au Conseil de sécurité le statut d’arbitre officiel avec une implication directe dans la recherche d'une solution à la crise de Gaza », au début du mois de janvier 2009.

## Pertes matérielles et économiques

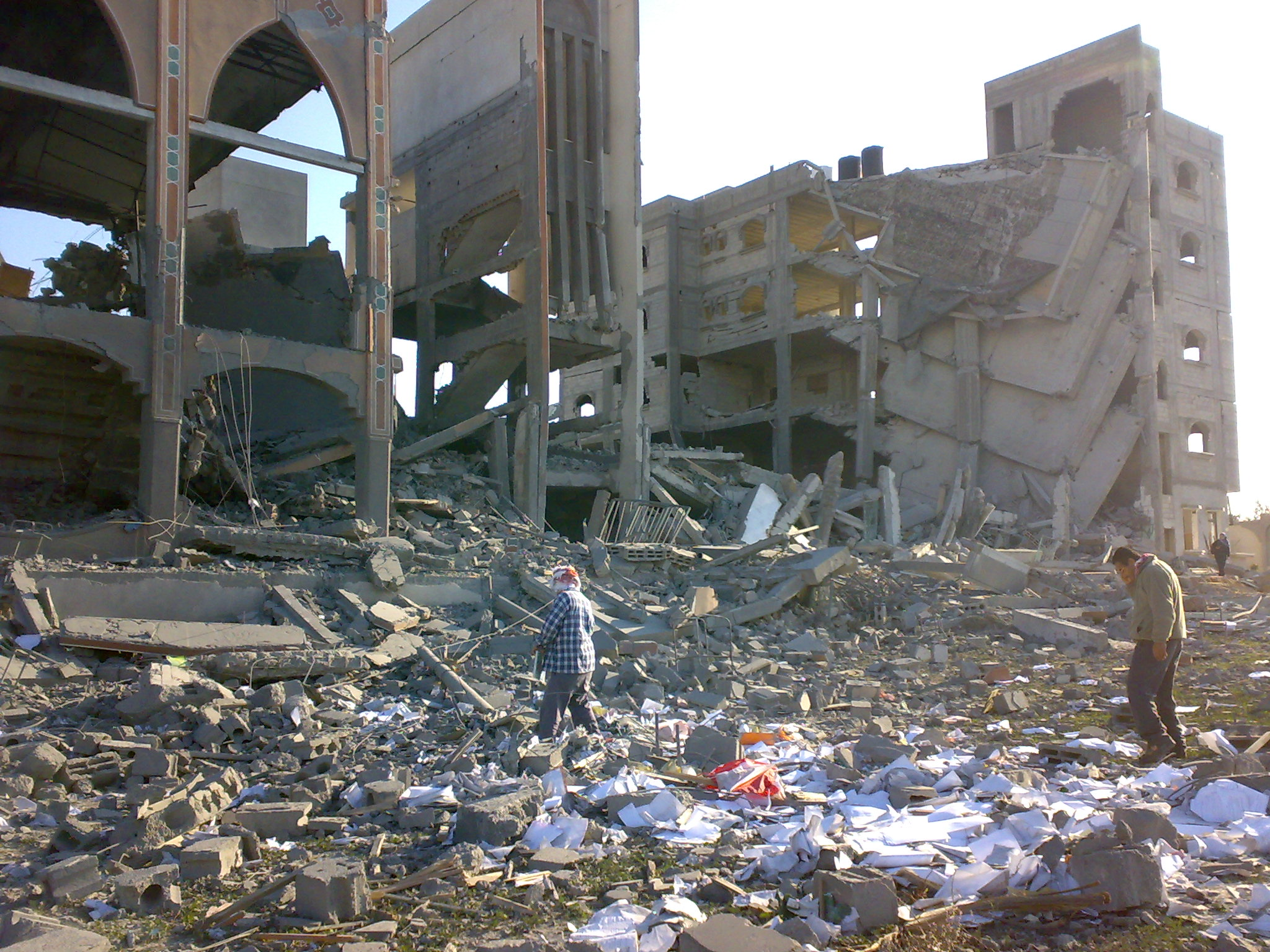
École pour orphelins et mosquée détruites à Gaza, 12 janvier 2009.

Une estimation préliminaire des dommages par l'UNOSAT, institut issu de l'ONU et du CERN, effectuée à partir d'imagerie satellite sur la bande de Gaza indique au 19 janvier 2009 un millier de bâtiments détruits (857 totalement et 151 sévèrement endommagés, 116 cratères dus à des impacts sur des routes et 361 dans des champs cultivés ou non).
Sur le plan économique, le FMI a calculé que les bombardements israéliens ont détruit l'équivalent de plus de 60 % du stock de capital total de Gaza.

## Droit international humanitaire
Il importe de distinguer le droit international humanitaire (DIH) et les droits de l'homme, dont nombre de ses dispositions peuvent être suspendues lors d'un conflit armé. Par ailleurs, un ensemble plus limité de règles sont applicables aux conflits armés non internationaux, notamment l'article 3 commun aux quatre conventions de Genève et ses deux protocoles additionnels de 1977 (Protocole I, Protocole II). Le droit international humanitaire oblige à distinguer les combattants des civils (et protège ces derniers), à ce que les attaques militaires soient proportionnelles et que des maux superflus ne soient pas infligés. La violation de ces règles est constitutive de crime de guerre.
Les experts en droits de l'homme considèrent que le principal écueil du droit international humanitaire est sa quasi-impossibilité à être appliqué, même si les textes sont clairs.
Selon le droit international, les puissances occupantes ont certaines responsabilités. Israël soutient que son occupation a cessé depuis le plan de désengagement de la bande de Gaza de 2005,. Cependant, l'UNRWA et Human Rights Watch ne sont pas d'accord avec cette analyse et considèrent Israël comme une puissance occupante,. Israël maintient un contrôle militaire de l'espace aérien de la bande de Gaza, de ses frontières communes avec l'État hébreu (non de Rafah) et de sa zone économique exclusive.

### Israël
Israël est accusée de « génocide » par Miguel d'Escoto Brockmann, président de l'Assemblée générale des Nations unies, de « punitions collectives » par Richard A. Falk, rapporteur spécial du Conseil des droits de l'homme des Nations unies (UNHRC) ; d'« avoir ciblé des civils » par M. Falk et Raji Sourani du Centre palestinien pour les droits de l'homme (PCHR) ; de « réponse militaire disproportionnée » par M. Falk, Amnesty International France et, par John Holmes, secrétaire général adjoint des Nations unies aux Affaires humanitaires et coordonnateur des secours d’urgence ; de n'avoir pas « soigné et évacué les blessés » par le Comité international de la Croix-Rouge (CICR), de l'utilisation dans des zones résidentielles de « boucliers humains » par Amnesty International UK et « de prendre délibérément pour cible les équipes médicales venant en aide à des blessés » par Physicians for Human Rights (PHR). Toutes ces infractions sont constitutives d'une violation du droit international humanitaire.
La définition israélienne de « cible légitime » qui sous-tend les attaques de bâtiments publics, y compris des institutions, est également accusée d'être trop large par B'Tselem et Human Rights Watch. Selon la BBC, « Israël estime simplement que [les ministères de l'Éducation, de l'Intérieur et des Affaires étrangères et le bâtiment du Parlement] font partie de l'infrastructure du Hamas — et qu'il n'y a aucune différence entre ses bras politique et armé ». B'Tselem, dans une lettre au procureur général d'Israël, Menachem Mazuz, affirme que les règles du droit international humanitaire ne sont pas respectées dans la qualification de certaines cibles comme étant militaires. Les conventions de Genève spécifient que « les forces de police civiles font partie de la population civile », si elles ne sont pas engagées dans les hostilités.

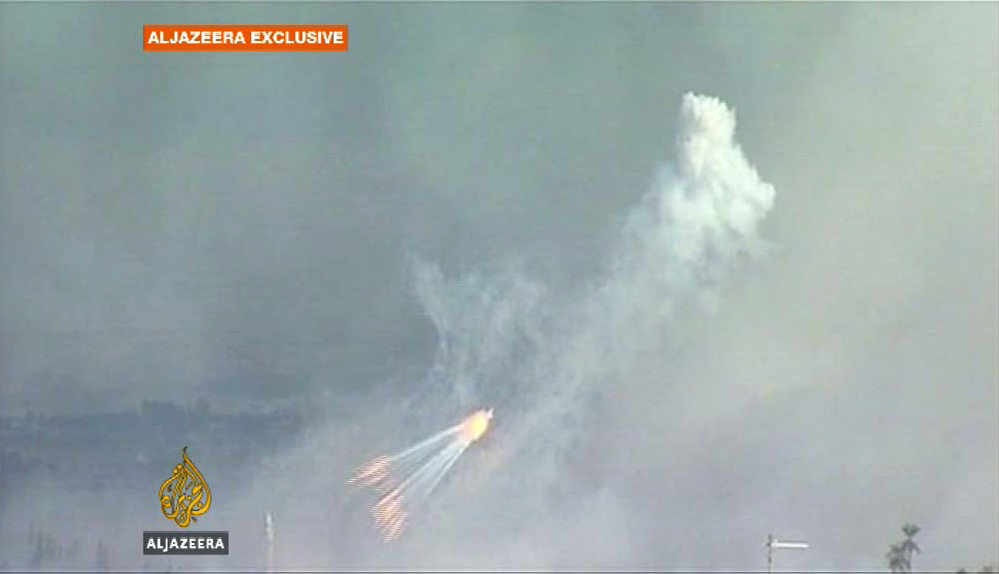
Diverses instances de l'ONU, le CICR, Amnesty International, Human Rights Watch et B'Tselem accusent Israël d'utilisation de phosphore blanc, une accusation d'abord démentie puis reconnue.

Le Bureau de la coordination des affaires humanitaires de l'ONU (OCHA), Human Rights Watch,, B'Tselem, le ministère de la Santé à Gaza, le CICR, John Ging, directeur de l'Office de secours et de travaux des Nations unies pour les réfugiés de Palestine dans le Proche-Orient (UNRWA), et Amnesty International France accusent Tsahal d'utiliser du phosphore blanc dans la bande de Gaza. Après avoir nié cette utilisation et lancé une commission d'enquête,, l'armée de l'air israélienne la reconnaît, en rappelant qu’« elle utilise ces armes en accord avec le droit international ». Les projectiles éclairants ou fumigènes sont tolérés en principe selon le droit humanitaire international, mais pas l'usage de ces derniers en tant que projectiles incendiaires interdites par le protocole III (non ratifié notamment par Israël et les États-Unis, pas plus que la quasi-totalité des pays arabes ou musulmans) de la Convention sur certaines armes classiques du 10 octobre 1980,.
Amnesty International énumère de nombreux cas au cours desquels des civils ont péri lors de « l'utilisation intensive d'artillerie sur des zones densément peuplées » et répertorie de nombreux exemples de l'emploi de bombes au phosphore également dans des secteurs très peuplés « ce qui équivaut à des crimes de guerre ». Par ailleurs l'armée israélienne a utilisé dans des zones civiles des obus à fléchettes, des engins de 120 mm qui explosent au-dessus du sol en disséminant entre 5 000 et 8 000 petites fléchettes acérées de 4 centimètres de long dans un rayon de 300 mètres de long et 100 mètres de large. L'ONG signale aussi qu'un nouveau type de missile a été employé dont la particularité est de projeter des centaines de petits cubes en métal de 2 à 4 mm qui peuvent déchiqueter une porte métallique. C'est ainsi qu'ont été tués « une fillette de 13 ans dans son lit, trois jeunes garçons portant des tiges de canne à sucre, deux autres à la recherche d'un abri, un garçon de 13 ans sur son vélo, huit élèves de primaire attendant le bus pour rentrer chez eux, une famille entière assise dans la cour intérieure de sa maison », note le rapport.
Amnesty International note par ailleurs que l'armée israélienne continue d'utiliser des civils palestiniens comme boucliers humains. Les troupes israéliennes capturent fréquemment des familles entières et les obligent à rester près de leurs positions pour dissuader les combattants palestiniens de riposter. Les troupes israéliennes ont également forcé des civils palestiniens, sous la menace d'armes, à entrer devant elles dans des bâtiments d'où elles craignaient d'être attaquées.
Richard Falk, rapporteur spécial des Nations unies sur les droits de l’homme dans les territoires palestiniens occupés, indique que « les témoignages collectés par des défenseurs des droits humains évoquent les tirs contre des cibles civiles, le refus de laisser passer l’aide médicale pour secourir des Palestiniens blessés et le blocage des ambulances. Des plaintes dûment documentées recensent vingt cas où des soldats israéliens ont tiré sur des femmes et des enfants qui brandissaient des drapeaux blancs. D’autres accusations concernent l’usage de bombes au phosphore dans des zones d’habitation, ainsi que l’utilisation d’une nouvelle arme particulièrement cruelle, connue sous le nom de Dime (Dense Inert Metal Explosive), qui explose avec une telle force qu’elle déchiquette les corps. »
Le 20 mars 2009, les quotidiens Haaretz et Maariv publient une version abrégée et autocensurée de témoignages de réservistes israéliens, initialement rapportés dans la lettre d'information de l'académie prémilitaire Yitzhak Rabin de Tivon. Ces témoignages font état de violations du droit international humanitaire, en particulier de tirs injustifiés ayant provoqué la mort de civils palestiniens, dus au laxisme des règles d’engagement. Ces témoignages ont suscité une polémique et l'ouverture, le 19 mars 2009, de deux enquêtes criminelles par le procureur général de l’armée israélienne, Avishai Mandelblit.

#### Poursuites à l'étranger
Des groupes de défense des droits de l'homme prépareraient des actions en justice pour crimes de guerre contre des officiers de haut rang israéliens. Le gouvernement israélien aurait donc demandé à ses officiers de ne pas se rendre en Europe, notamment au Royaume-Uni, sans autorisation préalable de la justice militaire. Ehud Olmert a déclaré qu'Israël protégerait activement ses concitoyens contre toute forme de poursuites.
En juin 2010, une plainte pour crimes contre l'humanité et crimes de guerre à l'encontre de 14 dirigeants politiques et militaires israéliens a été déposée en Belgique en vertu de la compétence universelle.

## Palestine
John Holmes, secrétaire général adjoint des Nations unies aux Affaires humanitaires et coordonnateur des secours d’urgence, condamne l’utilisation « cynique » des installations civiles par le Hamas et les tirs de roquettes contre Israël, qu’il qualifie de violations claires du droit international humanitaire.
La BBC rapporte le 5 janvier 2009 que « des témoins et des experts confirment que le Hamas tire des roquettes de zones peuplées de civils et que ces deux sources sont d'accord sur le fait que le mouvement viole de façon flagrante le droit international humanitaire et ciblant des civils avec ses roquettes ». Amnesty International et Human Rights Watch accusent le Hamas de mener des tirs contre les soldats israéliens depuis des habitations civiles, et de tirer des roquettes en direction de villes israéliennes, ce qui constituent des crimes de guerre. Amnesty international rappelle ainsi que 7 Israéliens ont été tués en 2008 par des roquettes lancées depuis la bande de Gaza.
La presse israélienne rapporte par ailleurs que le 14 janvier 2009, des militants palestiniens auraient tiré des mortiers contenant du phosphore sur Eshkol, dans le Néguev,.

## Réaction des acteurs concernés

### En Israël

#### Évolution des sondages d'opinion
- Le 23 décembre, 46 % des Israéliens s'opposaient à une invasion de la bande de Gaza par l'armée, contre 40 % qui s'y déclaraient favorables[225].

- Le 24 décembre, après que des douzaines de roquettes Qassam furent tombées sur Israël, le rapport s'était largement inversé : 64 % en faveur contre 23 % opposés[226].

- Le 28 décembre, le lendemain du lancement de l'opération Plomb durci, 81 % des Israéliens soutiennent l'offensive, et 12 % s'y opposent[227]. On notera aussi que les scores des partis au pouvoir (Kadima et Parti travailliste), et donc responsables de l'offensive, augmentent significativement : Likoud 30 %, Kadima 28 %, Parti travailliste 16 %.

- Le 31 décembre, un sondage[228] effectué par la chaîne de télévision Channel 2 indique que 90 % des Israéliens soutiennent Plomb durci, mais 69 % sont satisfaits de la façon dont les opérations sont menées. Cependant, les sondages sur les élections indiquent un retour aux scores d'avant l'offensive[229].

- Ce même 31 décembre, un sondage[230] différent précise :
  - 52 % des Israéliens souhaitent la poursuite de l'offensive aérienne ;
  - 19 % souhaitent une offensive terrestre d'envergure ;
  - 19 % souhaitent que le gouvernement négocie un cessez-le-feu le plus tôt possible ;
  - 9 % refusent de répondre ou n'ont pas d'opinion.

Haaretz écrit que les deux partis qui mènent les opérations, Kadima et Parti travailliste, auraient du mal à atteindre un score suffisant pour former un gouvernement sauf si l'un des deux abandonnait au profit de l'autre. L'article explique :
« Barak et le parti travailliste sont les principaux bénéficiaires de cette guerre (…) À ce stade, la guerre profite bien aux trois principaux partis. »
- Le 1er janvier 2009, un nouveau sondage[231] effectué par un institut spécialisé trouve :
  - soutien sans réserve : 78,9 % ;
  - soutien fortement : 14,2 %
  - opposition forte : 2,2 % ;
  - opposition totale : 1,7 %.

#### Soutien populaire
Concernant le soutien populaire, Delphine Matthieussent, correspondante du journal Libération à Jérusalem, rend compte le 29 décembre 2008 de son expérience sur place :
« Il y a une très forte mobilisation de la population en faveur de l'offensive à Gaza. »
Aussi, ce soutien se retrouve dans les médias, et, hormis certaines personnes qui s'expriment en leur propre nom (voir ci-dessous « Oppositions »), il semble que seuls s'opposent à l'intervention certains mouvements pacifistes ainsi que les Arabes israéliens (20 % de la population du pays, surtout localisée au nord), qui ont notamment manifesté à Nazareth et en Galilée.
On peut résumer la position israélienne majoritaire par celle de l'historien Benny Morris qui loue la « grande efficacité de l'assaut aérien israélien » même si ce dernier ne
« résoudra pas le problème de base posé par la Bande de Gaza peuplée de 1,5 million de palestiniens paupérisés et désespérés qui sont gouvernés par un régime fanatique et sont coincés par des barrières et des frontières contrôlées par Israël et l'Égypte. »
Morris ajoute qu'Israël subit plusieurs menaces d'un genre nouveau :

« Ce qui est commun à ces menaces particulières c'est leur non-conventionalité. Entre 1948 et 1982, Israël s'est assez bien tiré de la menace des armées arabes conventionnelles. De fait, il les a écrasés plusieurs fois de suite. Mais la menace nucléaire iranienne, l'apparition d'organisations comme le Hamas ou le Hezbollah qui agissent depuis des frontières internationales et au sein de populations civiles denses, et la désaffection croissante des arabes israéliens pour l'État et leur identification avec ses ennemis, présentent un ensemble de défis complètement nouveaux. Et ce sont des défis que les dirigeants et le public d'Israël, soumis aux normes comportementales démocratiques et libérales de l'Occident, semblent trouver particulièrement difficiles à relever. »

Le 31 décembre 2008, dans une entrevue avec la BBC, Tzipi Livni, ministre des Affaires étrangères israéliennes, déclare :
« Il n'y a pas d'alternative (à la campagne militaire contre le Hamas). Comme dans toute guerre, il y a des victimes civiles, mais nous ne les visons pas. »

#### Oppositions
Le 2 janvier, l'organisation pacifiste de gauche, Shalom Archav, réclame un cessez-le-feu immédiat, mettant ses espoirs dans un accord à long terme et l'implication de la communauté internationale, comme expliqué dans le communiqué que l'organisation a fait paraître dans la presse israélienne : « Le moment est venu pour le gouvernement d’Israël de cesser le feu et de laisser la place à la diplomatie. Aujourd’hui, il nous faut obtenir un accord à long terme qui mette fin aux attaques du Hamas, ce qui assurerait le calme et la sécurité pour le Sud d’Israël avec le soutien de la communauté internationale. Shalom Arshav appelle Barak, Livni et Olmert à ne pas répéter les erreurs de la deuxième guerre du Liban et de stopper aujourd’hui toute action militaire ! ».
Le 3 janvier, soit une semaine après le début de l'offensive, une manifestation contre l'opération Plomb durci rassemble 10 000 personnes à Tel-Aviv.
Parmi les personnalités qui s'opposent à cette offensive, un autre historien israélien, Tom Segev, explique, : « Mais l'assaut sur Gaza ne demande pas d'abord et avant tout une condamnation morale — il demande quelques rappels historiques. Aussi bien la justification qui en est donnée que les cibles choisies sont une récurrence des mêmes préceptes de base qui se sont révélés faux à de multiples reprises. Pourtant Israël les tire de son chapeau encore et encore, dans une guerre après l'autre ».
Parmi les groupes pacifistes, le Bloc de la paix (Gush Shalom), s'indigne de cette offensive : « Le meurtre de centaines de Palestiniens et la destruction des infrastructures permettant la vie quotidienne dans la bande de Gaza sont des actes abominables. Ceux qui espèrent en tirer des bénéfices électoraux se trompent grandement ».
Aussi, le cofondateur de Gush Shalom, Uri Avnery, après avoir rappelé que le Hamas est né grâce à la bienveillance du gouvernement d'Israël qui y voyait le moyen de contrer le Fatah, et qu'il a maintenant été décidé de le « liquider » en prenant les roquettes Qassam comme « prétexte », annonce que : « Cette guerre l’écrit en lettres capitales : Israël a manqué une chance historique de faire la paix avec le nationalisme arabe laïque. Demain, il pourra être confronté à un monde arabe uniformément fondamentaliste, un Hamas multiplié par mille ».
Pour Gaï Davidi, militant des Anarchists Against the Wall : « […] c'est un acte de vengeance. Il n'y a aucun enjeu militaire. Détruire les missiles Kassam tirés depuis Gaza est impossible. Il faudrait envahir totalement la bande et tout le monde craint en Israël de perdre un seul soldat. Ce qui est sûr, c'est que, comme toutes les actions de force, cette guerre ne va servir en rien à protéger Israël. Elle va créer de la souffrance et de nouvelles destructions des deux côtés ».
L'historien israélien Shlomo Sand a déclaré dans un entretien paru fin janvier 2009 dans Télérama : « Nous avons semé la désolation, tué 1 300 Palestiniens, en avons blessé plus de 5 000, les deux tiers des femmes et des enfants, presque tous victimes de notre aviation. Le Hamas est-il éliminé ? Avons-nous renforcé le camp de la paix chez les Palestiniens ? ».

### En Palestine
Selon Hanan Ashrawi, une députée palestinienne indépendante de Ramallah, cette opération Plomb durci de grande envergure ne fait que renforcer la sympathie du peuple palestinien pour le Hamas.
Amira Hass, journaliste et auteure israélienne, rapporte dans le journal Haaretz les propos d'un palestinien de la bande de Gaza, opposé au Hamas, selon qui
« Soixante-dix policiers furent tués là, pas tous membres du Hamas. Et même ceux qui soutenaient le Hamas étaient des jeunes gens qui cherchaient un boulot, un salaire. Ils voulaient vivre. Et pour cela, ils sont morts. Soixante-dix en un seul coup. Cet assaut n'est pas contre le Hamas. C'est contre nous tous, la nation entière. Et aucun palestinien ne consentira à voir son peuple et son pays détruits de cette façon. »
Le cycle est bien connu ; déjà, à la mi-mars 2008, le journal israélien Haaretz notait :

« Les offensives de l'armée israélienne contre la bande de Gaza sous contrôle du Hamas ont donné un coup d'accélérateur à la popularité du dirigeant du groupe islamiste Ismail Haniyeh parmi les Palestiniens de ce territoire et de la Cisjordanie. »

Puis, à la mi-décembre 2008, Husam Abu Zarifa, un analyste politique, annonçait que :
« le Hamas a perdu une part de son soutien populaire, et des sondages récents montrent que son soutien a décru à cause de sa responsabilité dans la situation actuelle difficile à Gaza, ainsi, il veut retourner à une résistance armée afin d'accroître sa popularité et le soutien arabe. »
En Cisjordanie, l'Autorité palestinienne, l'OLP et le Fatah rendent le Hamas responsable des victimes palestiniennes. En retour, le Hamas les accuse de collusion avec Israël.
Le 31 décembre 2008, Ismaël Haniyeh, dirigeant du Hamas, explique lors d'une adresse télévisée aux Palestiniens que l'offensive israélienne doit s'arrêter avant qu'une proposition de trêve puisse être prise en considération. Israël doit aussi lever son blocus économique de Gaza et ouvrir ses passages frontaliers. Il ajoute qu'« Après cela il sera possible de discuter de tout sans aucune exception ». Il maintient donc ce qu'il avait déjà déclaré le 16 novembre 2008 comme étant les conditions pour la poursuite de la trêve alors fragilisée.

## Réactions internationales
Le secrétaire général des Nations unies Ban Ki-moon appelle à un « cessez-le-feu immédiat », tout comme la Ligue arabe, l'Union européenne et de nombreux gouvernements. Le 9 janvier 2009, à la suite d'un premier échec, le Conseil de sécurité des Nations unies vote la résolution 1860 appelant à « un cessez-le-feu immédiat, durable et pleinement respecté, menant au retrait complet des forces israéliennes de Gaza ». Les États-Unis s'abstiennent de voter, afin de ne pas bloquer le processus sans prendre de position trop tranchée, mais la résolution est ignorée à la fois par Israël et le Hamas.
Trente-cinq États condamnent l'offensive militaire israélienne et expriment leur soutien au peuple palestinien. La Bolivie, le Qatar, la Jordanie, la Mauritanie et le Venezuela réduisent drastiquement leurs relations diplomatiques avec Israël. Treize États publient des déclarations soutenant Israël ou « son droit à l'autodéfense ». Sept autres condamnent les opérations du Hamas. La plupart des gouvernements du monde entier condamnent les deux parties ou aucune. Le gouvernement égyptien de Hosni Moubarak se montra très critique vis-à-vis du Hamas, l'accusant d'avoir invité Israël à la confrontation en refusant de prolonger la trêve avec l'État hébreu quelques jours avant le début de l'opération Plomb durci. Le gouvernement allemand estime également que le Hamas a « rompu unilatéralement le cessez-le-feu ».
Le 14 janvier 2009, tout en se refusant à prendre des sanctions contre Tel-Aviv, l’Union européenne a décidé de geler le processus de « rehaussement » de ses relations avec Israël décidé le 9 décembre à l’initiative de la présidence française. La France a également fait pression pour retarder l’adoption de la résolution du Conseil de sécurité de l'ONU, jugée trop critique pour Israël.
La guerre est marquée par des manifestations pour ou contre les deux parties, avec de nombreux défilés s'opposant souvent à la position officielle de leur gouvernement sur la guerre. Les plus importantes manifestations contre Israël ont lieu en Europe de l'Ouest et dans les pays musulmans. Certaines dégénèrent avec des affrontements entre les manifestants et la police, entraînant des arrestations. Des manifestations pro-israéliennes ont également lieu dans plusieurs pays.
L'offensive militaire israélienne provoque une vague antisémite en Europe. Le nombre d'actes antisémites rapportés durant la guerre équivaut au triple des incidents rapportés sur la même période l'année passée et constitue un record sur 20 ans.

### Filmographie
- 2009 : Plomb durci, documentaire réalisé par Stefano Savona.